# Rezia (provincia romana)
Rezia (Raetia in latino) era il nome di una provincia dell'Impero romano, comprendente i territori alpini e subalpini compresi fra l'odierno Alto Adige, la Baviera meridionale, parte della Svizzera, dell'Austria occidentale e del versante alpino italiano, corrispondenti all'omonima regione storica che deve il suo nome all'antico popolo dei Reti.

## Statuto
I Romani, che diedero il nome all'area e ai suoi abitanti (Reti), conquistarono la Rezia e la Vindelicia nel 15 a.C., a seguito delle campagne militari condotte da Druso e Tiberio. Augusto affidò il territorio acquisito ad un prefetto (praefectus Raetis, Vindelicis et Vallis Poeninae), che era sottoposto all'autorità del legato, comandante dell'esercito della futura provincia di Germania Superior.
Creata provincia da Claudio, con il nome di Raetia, Vindelicia et Vallis Poenina, la provincia venne affidata ad un procurator Augusti di rango ducenario.
Dopo le guerre marcomanniche del II secolo, la provincia di Raetia fu assegnata ad un legatus Augusti pro praetore (dal 179 circa) di rango senatorio e vi fu definitivamente stanziata una legione, la legio III Italica.
A partire dalla riforma dioclezianea, la provincia venne annessa alla Diocesi d'Italia, e divisa fra le due nuove province di Raetia prima (Curiensis) e Raetia secunda (Vindelica). In entrambe vennero dislocati un dux per il comando militare e un Praeses per quello civile, rispettivamente a Curia Raetorum (Coira) e ad Augusta Vindelicorum (Augusta).
| R A E T I A                  | R A E T I A              | R A E T I A              | R A E T I A              | R A E T I A              |
| ---------------------------- | ------------------------ | ------------------------ | ------------------------ | ------------------------ |
| prima della conquista romana | Rezia (Reti e Vindelici) | Rezia (Reti e Vindelici) | Rezia (Reti e Vindelici) | Rezia (Reti e Vindelici) |
| dal 15 a.C.                  | Retia                    | Retia                    | Retia                    | Retia                    |
| dal 324-337                  | Raetia prima             | Raetia prima             | Raetia secunda           | Raetia secunda           |

## Storia

### Conquista sotto Augusto

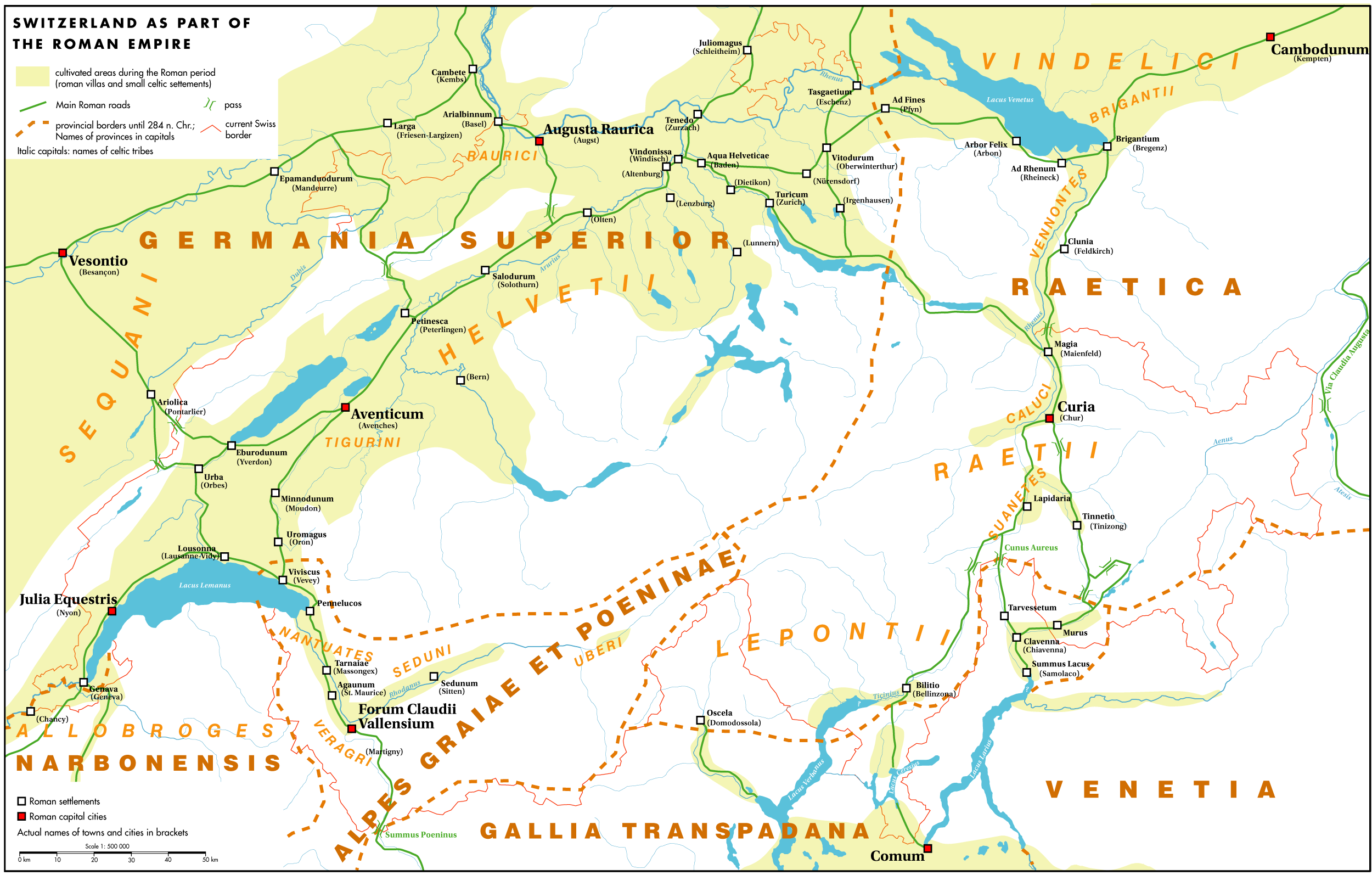
L'area delle conquiste di Augusto comprendeva i territori di Rezia e Vindelicia, Alpi Cozie, Alpi Pennine e Alpi Marittime.

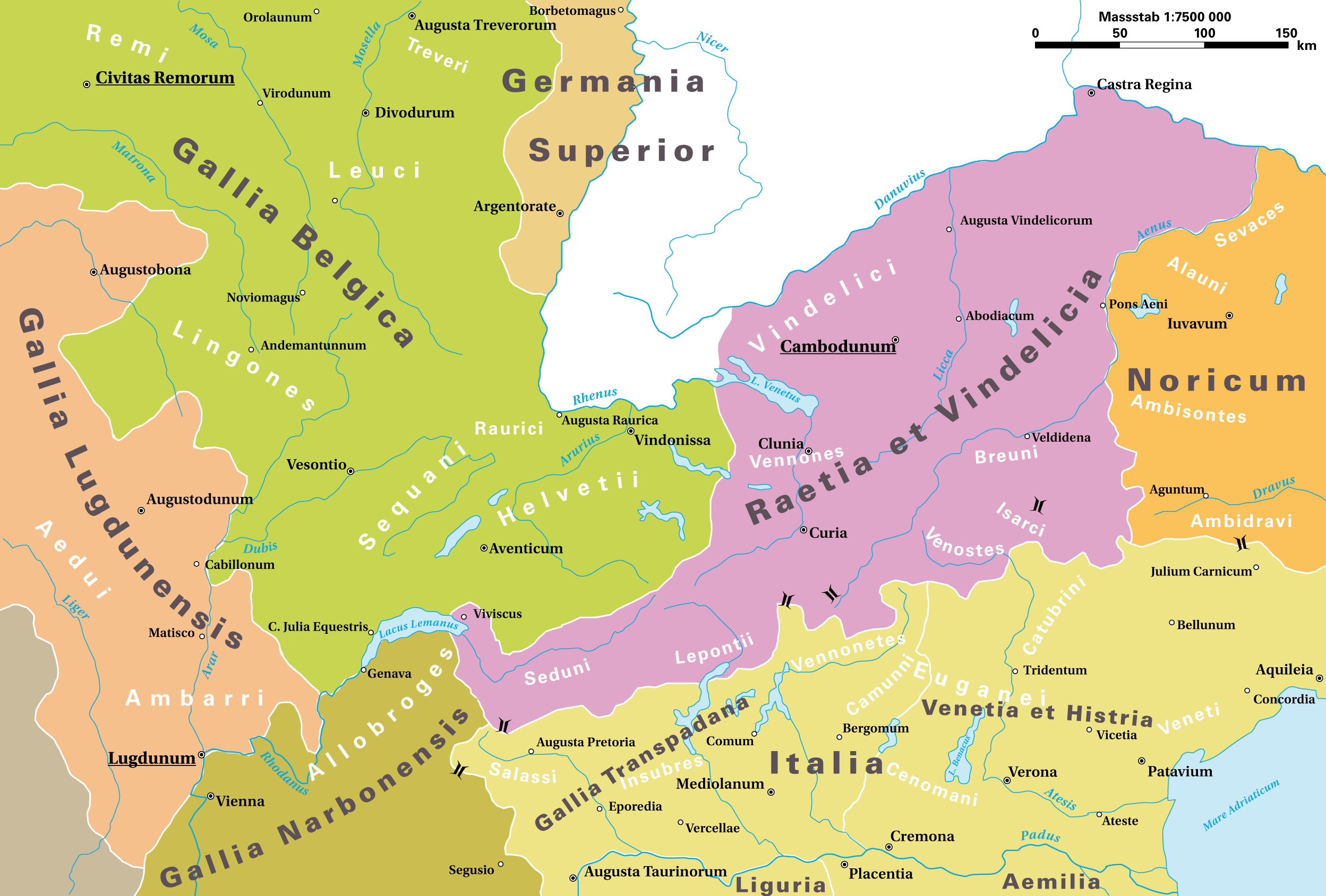
La Rezia (Raetia et Vindelicia) nel 14 d.C.

16 a.C.Tiberio, appena nominato pretore, accompagnò Augusto in Gallia, dove trascorse i tre anni successivi, fino al 13 a.C., per assisterlo nell'organizzazione e governo delle province galliche. Il princeps fu accompagnato dal figliastro anche in una campagna punitiva oltre il Reno, contro le tribù dei Sigambri e dei loro alleati, Tencteri ed Usipeti, che nell'inverno del 17-16 a.C. avevano causato la sconfitta del proconsole Marco Lollio e la parziale distruzione della legio V Alaudae e la perdita delle insegne legionarie. Lungo il fronte occidentale Publio Silio Nerva, governatore dell'Illirico, procedette a completare la conquista dell'fronte alpino orientale, con l'assoggettamento delle valli da Como al lago di Garda (compresi i Camuni della Val Camonica e ai Triumplini), oltre ai Venosti della val Venosta (nell'Alto Adige). Approfittando dell'assenza del legatus Augusti pro praetore i Pannoni ed i Norici attaccarono l'Istria. La reazione del generale romano non si fece attendere, tanto che il Norico meridionale fu occupato, ottenendo, inoltre, una forma di vassallaggio da parte del regno del Norico settentrionale (popolazione dei Taurisci).
15 a.C.Tiberio, insieme al fratello Druso, condusse una campagna contro le popolazioni dei Reti, stanziati tra il Norico e la Gallia, e Vindelici. Druso aveva già in precedenza scacciato dal territorio italico i Reti, resisi colpevoli di numerose scorrerie, ma Augusto decise di inviare anche Tiberio affinché la situazione fosse definitivamente risolta. I due, nel tentativo di accerchiare il nemico attaccandolo su due fronti senza lasciargli vie di fuga, progettarono una grande "operazione a tenaglia" che misero in pratica anche grazie all'aiuto dei loro luogotenenti: Tiberio mosse dall'Elvezia, mentre il fratello minore da Aquileia e raggiunta Tridentum, divise l'esercito in due colonne. Una prima colonna percorse la valle dell'Adige e dell'Isarco (alla cui confluenza costruì il Pons Drusi, presso l'attuale Bolzano), risalendo fino all'Inn; la seconda percorse quella che diventerà sotto l'imperatore Claudio la via Claudia Augusta (tracciata pertanto dal padre Druso) e che attraverso la val Venosta ed il passo di Resia, raggiungeva anch'essa il fiume Inn. Tiberio, che avanzava da ovest, sconfisse i Vindelici nei pressi di Basilea e del lago di Costanza; in quel luogo i due eserciti poterono riunirsi e prepararsi a invadere la Vindelicia. Druso nel frattempo aveva sconfitto e sottomesso i popoli dei Breuni e dei Genauni. L'azione congiunta permise ai due fratelli di avanzare fino alle sorgenti del Danubio, dove ottennero l'ultima e definitiva vittoria sui Vindelici. Questi successi permisero ad Augusto di sottomettere le popolazioni dell'arco alpino fino al Danubio, e gli valsero una nuova acclamazione imperatoria, mentre Druso, figliastro prediletto di Augusto, per questa ed altre vittorie, poté più tardi ottenere il trionfo. Su una montagna vicino al Principato di Monaco, presso l'attuale La Turbie, venne eretto un trofeo delle Alpi.
14 a.C.Anche i Liguri Comati delle Alpi sudoccidentali furono in parte sottoposti ai praefecti civitatum, in parte aggiunti al vicino regno di Cozio, figlio di un principe locale, ma divenuto egli stesso prefetto, anche se solo formalmente. Al termine delle operazioni, sembra furono lasciate a protezione dei territori conquistati della Vindelicia due legioni: a Dangstetten e ad Augusta Vindelicorum. La provincia della Rezia verrà infatti costituita sotto Claudio.
Il trofeo di La Turbie attesta che esistevano quattro popolazioni afferenti ai Vindelici (Vindelicorum gentes quattuor): Cosuanetes, Rucinates, Licares e Catenates. Strabone scrive invece che i Vindelici erano divisi, fra Licatii, Clautinatii, Vennones, Estiones e Brigantii, mentre, secondo il geografo d'età augustea, le tribù alpine di ceppo retico erano i Cotuantii e i Rucantii.
La definitiva conquista del settore strategico di Rezia e Vindelicia fu fondamentale per il successivo consolidamento e potenziamento del sistema difensivo renano e danubiano. Le armate romane negli anni successivi poterono così portare a compimento la sottomissione dei territori dell'Illirico e l'occupazione romana della Germania, anche se questi ultimi furono perduti nel 9, in seguito alla disfatta di Teutoburgo. L'obbiettivo finale era stato, infatti, raggiunto solo per pochi anni. La frontiera dell'impero romano era stata avanzata a settentrione e ad oriente, dal fiume Reno e la barriera della Alpi, ai fiumi Elba-Danubio, nella speranza di poter ridurre i confini imperiali dell'Europa continentale.

### Da Claudio a Antonino Pio

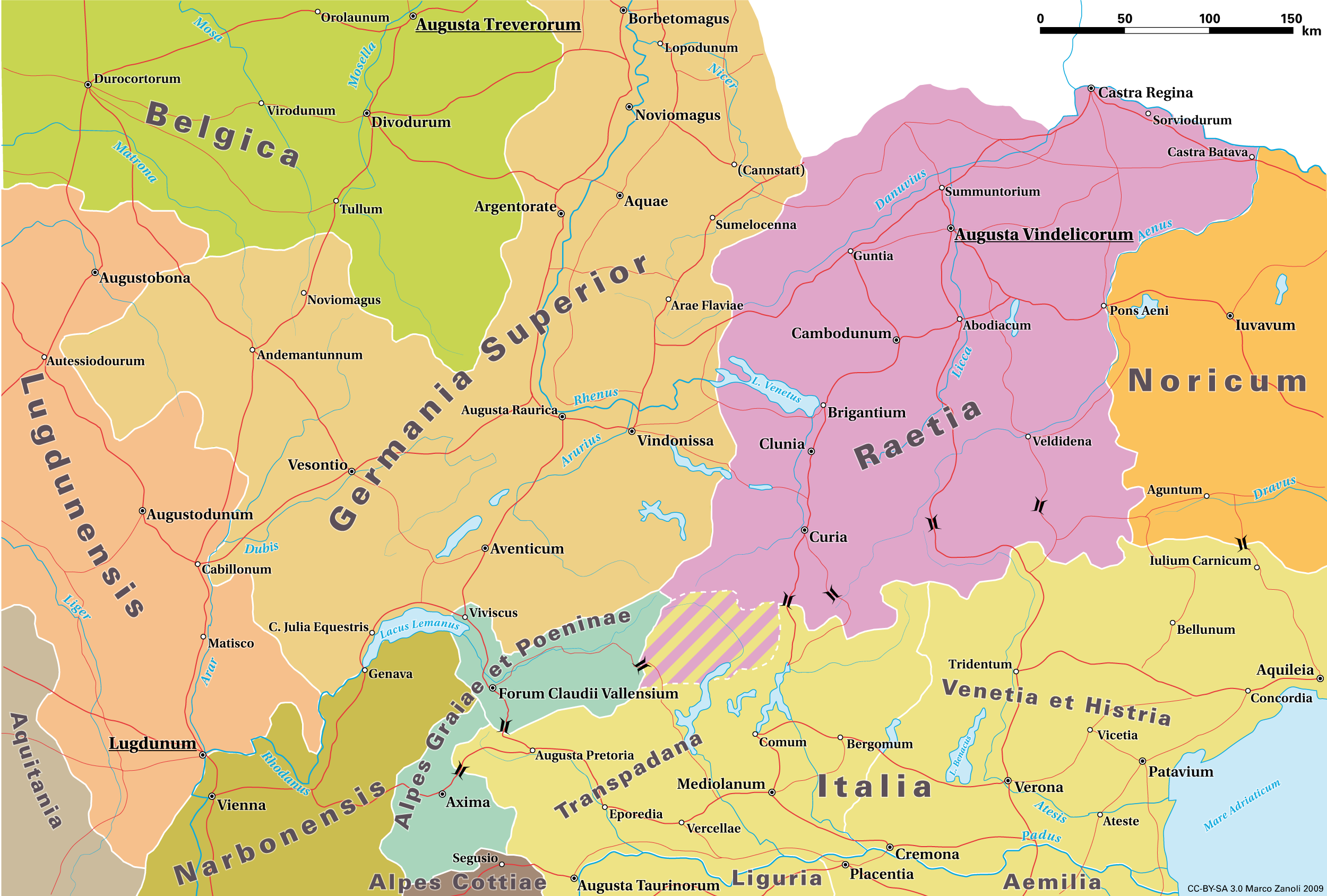
La Rezia nel 150

Il distretto militare venne elevato a provincia solo da Claudio, con il nome di Raetia, Vindelicia e Vallis Poenina (comprendendo quindi anche il distretto delle Alpi centro-occidentali). La provincia stessa fu ampliata in seguito all'occupazione del territorio dei cosiddetti Agri decumates cominciata da Vespasiano e Domiziano e proseguita poi dagli imperatori adottivi (da Traiano ad Antonino Pio).
L'occupazione degli Agri decumates, iniziò sotto Vespasiano, con le campagne del legato della Germania Superiore, Gneo Pinario Cornelio Clemente nel 73/74 per le quali ottenne gli ornamenta triumphalia, permettendo così la creazione di una prima linea di fortificazioni artificiali nel Taunus-Wetterau, a cui se ne sarebbero aggiunte altre fino ad Antonino Pio, per un totale di 550 km.
Negli anni, infatti, 84 ed 85 Domiziano li dedicò alla costruzione di tutta una serie di fortini e strade militari nel Wetterau e Taunus, cominciando a creare il primo tratto fortificato del limes germanico-retico e congiungendo il fiume Lahn al fiume Meno. Contemporaneamente si procedette all'avanzata nei territori di Nemeti e Triboci, percorrendo il corso del fiume Neckar da ovest ad est, e costruendo i nuovi forti a Ladenburg e a Neuenheim; a sud la penetrazione avveniva portando la linea di confine verso settentrione, costruendo una serie di nuovi forti ausiliari a Sulz, Geislingen, Rottenburg an der Laaber, Burladingen, Gomadingen, Donnstetten, Urspring e Günzburg, unendo così la fortezza militare di Argentoratae con la capitale della Rezia, Augusta Vindelicum.
Traiano continuò la penetrazione romana nell'area sia come governatore della Germania superiore (attorno agli anni 92-96), sia come imperatore (tra il 98 ed il 100) con l'avanzamento oltre il fiume Reno verso est, fino al cosiddetto limes di Odenwald, tratto di frontiera che collegava il fiume Meno presso Wörth, con il medio Neckar a Bad Wimpfen. Il successore Adriano, contribuì all'avanzamento lungo il cosiddetto limes dell'Alb.
È sotto Antonino Pio (nel 145-146) che molte delle torri e dei forti in legno, furono ricostruiti interamente in pietra, ma soprattutto si ebbe il definitivo avanzamento del limes di oltre 30 km ad est della precedente linea dell'Odenwald-Neckar.

### Dalle guerre marcomanniche alle invasioni del III secolo

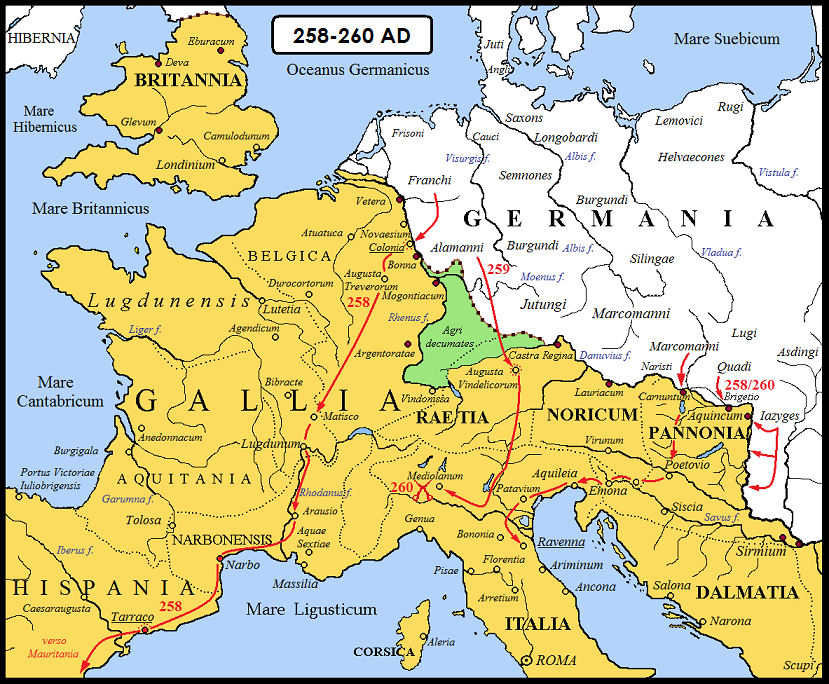
Invasioni in Occidente di Franchi, Alamanni, Marcomanni, Quadi, Iazigi e Roxolani degli anni 258-260 che toccarono anche la Rezia.

La Rezia subì pesanti devastazioni durante le guerre marcomanniche, attorno al 170, tanto che le fu assegnata una legione a difesa di questo tratto di limes danubiano. La provincia, di conseguenza, passò da provincia procuratoria (sotto un procurator Augusti), a provincia legataria, e venne assegnata ad un legatus Augusti pro praetore al comando della Legio III Italica, acquartierata nella vicina Castra Regina (l'odierna Ratisbona).
Sotto Caracalla, potrebbero essere stati aggiunti ulteriori sbarramenti, fossati, palizzate e terrapieni, in seguito alle prime invasioni degli Alemanni del 213, i quali continuarono a guerreggiare con i successori, da Alessandro Severo a Massimino il Trace, fino a Gallieno come mostrato più dettagliatamente qui di seguito.
213Caracalla, giunto nella primavera di quell'anno lungo il limes germanico-retico, condusse una campagna contro i Germani, sconfiggendo prima i Catti lungo il fiume Meno, poi gli Alemanni nella zona che va dalla Rezia all'altopiano della Svevia. In seguito a queste vittorie il giovane imperatore assunse l'appellativo di Germanicus maximus (6 ottobre; riformulato in "Alemannicus" dalla storiografia posteriore). Tuttavia, pare che avesse comprato la pace con i barbari, come suggerisce Cassio Dione.
234-235Alessandro Severo, partito da Roma per il fronte settentrionale dopo aver arruolato numerose nuove truppe ausiliarie (tra cui Armeni, Osroeni e perfino Parti,) riuscì a respingere le incursioni degli Alemanni, che avevano sfondato il fronte degli Agri Decumates. L'imperatore però commise l'errore di voler concludere con i Germani un trattato di pace, offrendo loro grandi somme di denaro: questo atteggiamento fu accolto male dal suo esercito che, sotto la guida del generale Massimino il Trace, si ribellò e trucidò Alessandro e la madre. Poco dopo le legioni proclamarono il nuovo imperatore romano nello stesso Massimino.
235-236Massimino Trace, che riteneva fosse una priorità dell'Impero la guerra "antigermanica", continuò a combattere gli Alemanni, riuscendo non solo a respingere le loro incursioni lungo il limes germanico-retico, ma anche a penetrare profondamente in Germania per circa 30-40 miglia romane (45-60 chilometri) e a battere sul loro terreno le armate alemanne, nella regione del Württemberg e Baden. Campagne archeologiche di scavo, condotte dal 2008 al 2011, hanno rivelato tracce di uno scontro militare tra l'armata romana (composta anche dalla legio IV Flavia Felix) ed i Germani presso l'Harzhorn, nell'area boschiva nei pressi di Kalefeld (in Bassa Sassonia), databile al 235.
242-243Sotto il giovane Gordiano III, durante le campagne orientali, potrebbero essersi verificati nuovi sfondamenti del Limes germanico-retico ad opera degli Alemanni, come risulterebbe da alcuni ritrovamenti archeologici nei pressi del forte di Künzing.
A partire dal 260, e fino al 274 circa, l'Impero romano subì la secessione di due vaste aree territoriali, che però ne permisero la sopravvivenza. Ad ovest gli usurpatori dell'Impero delle Gallie, come Postumo (260-268), Leliano (268), Marco Aurelio Mario (268-269), Vittorino (269-271), Domiziano II (271) e Tetrico (271-274), riuscirono a difenderne i confini delle province di Britannia, Gallia e Spagna. Scrive Eutropio:
(Eutropio, Breviarium ab urbe condita, 9, 11.)
Postumo era riuscito, infatti, a costituire un impero in Occidente, centrato sulle provincie della Germania inferiore e della Gallia Belgica e al quale si unirono poco dopo tutte le altre province galliche, della britanniche, ispaniche e, per un breve periodo, anche quella di Rezia.

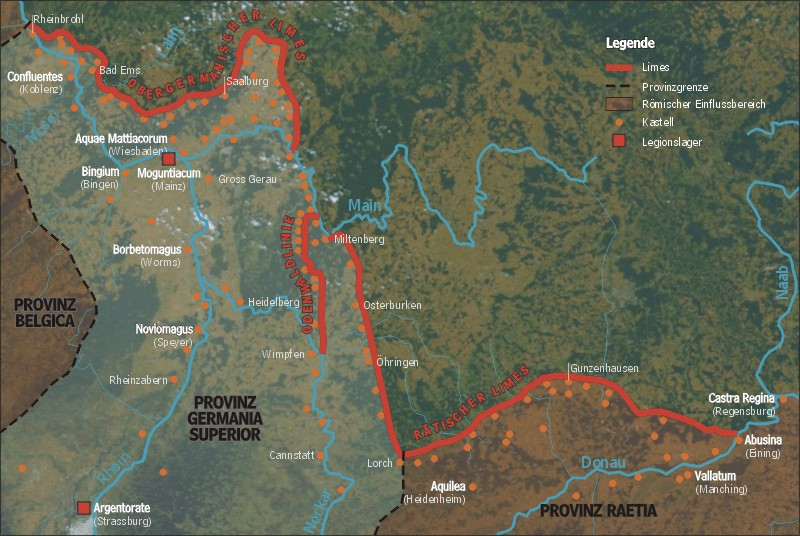
Il limes germano-retico, abbandonato attorno al 260.

260Nel corso di questo anno i territori che formavano una rientranza tra Reno e Danubio, a sud del cosiddetto limes germanico-retico (gli Agri decumates) furono abbandonati a vantaggio delle popolazioni sveve degli Alemanni. A questo anno sembrano infatti attribuibili i numerosi segni di distruzione lungo questo tratto di Limes a Kempten, Bregenz, Grenoble e Losanna e la riapertura della fortezza legionaria di Vindonissa e dei forti ausiliari di Augusta Raurica, Castrum Rauracense e la moderna Basilea. Non a caso l'iscrizione rinvenuta sull'altare di Augusta ricorda una vittoria contro le genti germaniche di Semnoni e Iutungi, nell'anno in cui Postumo era già augusto e console insieme ad un certo Onoraziano.
Fu probabilmente Gallieno a decidere il definitivo abbandono di tutti i territori ad est del Reno ed a nord del Danubio, a causa delle continue invasioni delle tribù germaniche limitrofe degli Alemanni, ed alla contemporanea secessione della parte occidentale dell'impero, guidata dal governatore di Germania superiore ed inferiore, Postumo. Gli Alemanni, che avevano sfondato il limes retico e attraversato il Passo del Brennero, si erano spinti in Italia, dove furono intercettati e battuti dalle armate di Gallieno nei pressi di Milano. L'imperatore sembra non avesse potuto intervenire prima lungo il fronte germanico-retico a causa della contemporanea crisi orientale, che vide coinvolto il proprio padre, Valeriano, catturato dai Sasanidi di Sapore I nella tarda estate.
268Nel corso di questo anno gli Alemanni riuscirono ancora una volta a penetrare nell'Italia settentrionale attraverso il passo del Brennero, approfittando dell'assenza dell'esercito romano, impegnato a fronteggiare sia la devastante invasione dei Goti in Mesia, Acaia, Macedonia, Ponto ed Asia, sia l'usurpatore Aureolo, che si era fortificato a Milano. L'accorrere successivo dell'esercito romano di Claudio II il Gotico (il nuovo imperatore che aveva assistito alla capitolazione di Aureolo), costrinse gli Alemanni ad interrompere le loro scorrerie ed a trattare il loro ritiro dal suolo italico. Il mancato accordo costrinse Claudio a combatterli: riportò la vittoria decisiva in novembre, nella battaglia del lago Benaco (il lago di Garda) che, come racconta Aurelio Vittore, permise la loro definitiva cacciata dall'Italia settentrionale con gravissime perdite. Si racconta, infatti, che più della metà dei barbari perirono nel corso della battaglia.

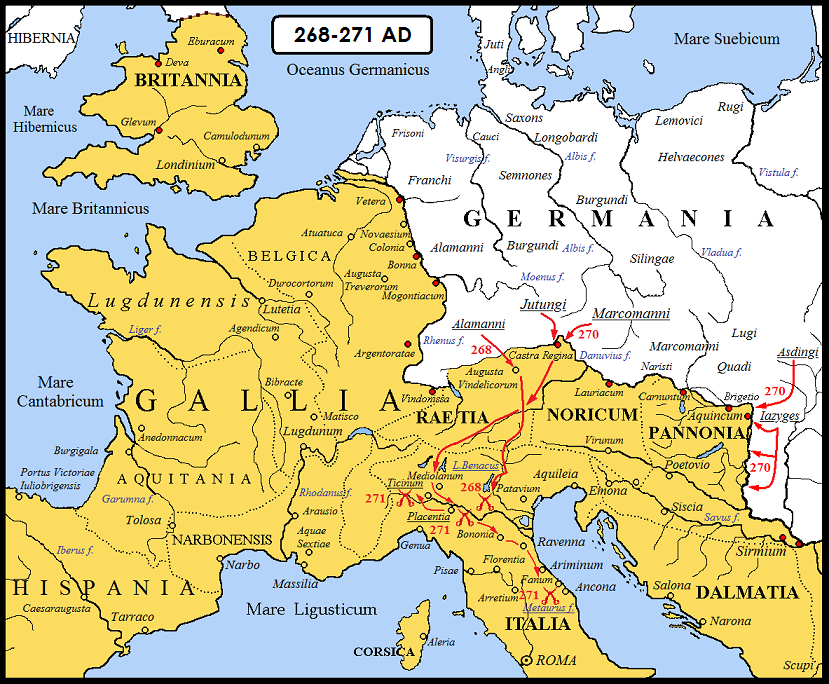
L'invasione della parte occidentale dell'impero romano degli anni 268-271, da parte di Alemanni, Marcomanni, Iutungi, Iazigi e Vandali Asdingi, che vide coinvolta anche la Rezia.

270Con l'inizio dell'anno, quando ancora Claudio era impegnato a fronteggiare la minaccia gotica, una nuova invasione di Iutungi tornò a procurare ingenti danni in Rezia e Norico. Claudio, costretto ad intervenire con grande prontezza, affidò il comando balcanico ad Aureliano, mentre egli stesso si dirigeva a Sirmio, suo quartier generale, da dove poteva meglio controllare ed operare contro i barbari. Poco dopo tuttavia morì, in seguito ad una nuova epidemia di peste scoppiata tra le file del suo esercito (agosto).
La morte prematura di Claudio costrinse Aureliano a concludere rapidamente la guerra contro i Goti in Tracia e nelle Mesie, ponendo fine agli assedi di Anchialus (nei pressi della moderna Pomorie, lungo le coste bulgare del Mar Nero) e di Nicopolis ad Istrum. Recatosi poco dopo anch'egli a Sirmio, dove ricevette l'acclamazione imperiale da parte delle truppe di stanza in Pannonia, era consapevole del fatto che fosse imperativo affrontare al più presto gli Iutungi che avevano sfondato il fronte danubiano.
271Era appena cessata questa minaccia, che già una nuova si profilava all'orizzonte. Questa volta si trattava di un'importante invasione congiunta di Alemanni, Marcomanni e forse di alcune bande di Iutungi (Dessippo parla esplicitamente di una nuova invasione degli Iutungi, che ancora flagellava il suolo italico). Aureliano, anche questa volta, fu costretto ad accorrere in Italia, ora che questi popoli avevano già forzato i passi alpini. Raggiunta la Pianura padana a marce forzate percorrendo la via Postumia, fu inizialmente sconfitto dalla coalizione dei barbari presso Piacenza, a causa di un'imboscata. Nel prosieguo della campagna, i barbari però, per avidità di bottino, si divisero in numerose bande armate, sparpagliate nel territorio circostante. Aureliano, radunate nuovamente le armate dopo la sconfitta subita e deciso a seguirli nella loro marcia verso sud, riuscì a ribaltare le sorti della guerra, riuscendo a batterli ripetutamente.
274-275La vittoria di Aureliano su Tetrico provocò una nuova incursione da parte dei Germani d'oltre Danubio, nella vicina provincia di Rezia, tanto da richiedere un nuovo intervento dell'imperatore in persona, prima di recarsi in Oriente, dove aveva intenzione di intraprendere una nuova campagna contro i Sasanidi, al fine di recuperare i territori perduti della provincia romana di Mesopotamia.
278Probo affrontò ora i Burgundi e i Vandali che erano venuti in soccorso delle altre tribù germaniche; furono battuti in Rezia, nei pressi del fiume Lech (chiamato da Zosimo "Licca"). Al termine degli scontri furono accordate le stesse condizioni che poco prima erano state concesse ai Lugi, ma quando i barbari vennero meno alle intese, trattenendo una parte dei prigionieri, l'imperatore li affrontò nuovamente. I Germani furono duramente sconfitti e i Romani catturarono anche il loro capo, Igillo. Al termine di queste vittorie anche Probo assunse l'appellativo di "Germanicus maximus". Da ultimo un'iscrizione trovata ad Augusta Vindelicorum ricorda che a questo imperatore è da attribuire il merito di aver rimesso ordine lungo i confini della provincia di Rezia, in qualità di "Restitutor provinciae".

### Da Diocleziano ai Costantinidi
| Costantino I: aureo                                                       | Costantino I: aureo                                                        |
| ------------------------------------------------------------------------- | -------------------------------------------------------------------------- |
|                                                                           |                                                                            |
| CONSTAN-TINUS AUG AVG, testa laureata verso destra;                       | [...] ROMANORUM, Alemannia seduta sopra ad un trofeo; Alemannia in esergo. |
| 4.63 gr, coniato nel 312/313, dove si celebra il successo sull'Alemannia. |                                                                            |

286-288Nuovi successi sulle tribù germaniche sono confermate dal fatto che a Diocleziano fu rinnovato l'appellativo di "Germanicus maximus" per ben due volte nel corso del 287. I successi furono ottenuti dalle armate dell'altro augusto, Massimiano, contro Alemanni e Burgundi sull'alto Reno. Nel 288 un nuovo successo sulle tribù germaniche è confermato dalla quarta acclamazione di Diocleziano quale "Germanicus maximus", per i successi ottenuti dai generali di Massimiano sugli Alemanni (in un'azione combinata con lo stesso Diolceziano).
298Il Cesare Costanzo Cloro, cui era affidata la frontiera renana, riuscì a battere la coalizione degli Alemanni in due importanti scontri (battaglia di Lingones e battaglia di Vindonissa), rafforzando questo tratto di confine almeno per qualche decennio.
(Eutropio, Breviarium ab urbe condita, 9, 23.)
302Sembra che venisse combattuta una nuova battaglia presso Vindonissa, dove, ancora una volta, le armate romane ebbero la meglio su quelle di Alemanni e Burgundi, ma forse potrebbe trattarsi della stessa battaglia combattuta nel 298.
Vi fu una nuova fase sotto Costantino I, il quale divenuto monarca unico (Restitutor orbis) ed assoluto dell'Impero romano (Dominus et Deus), non solo riuscì a consolidare l'intero sistema difensivo lungo i tratti renano e danubiano, ma ottenne importanti successi militari e tornò a "controllare" buona parte di quei territori ex-romani, che erano stati abbandonati da Gallieno ed Aureliano, tra questi l'Alamannia (Agri decumates).
324/325Nel corso di questi due anni furono condotte nuove campagne militari contro la federazione degli Alamanni da parte del figlio di Costantino I, Crispo, tanto che la monetazione ne celebrò l'"Alamannia devicta".
328-331/332Ancora una volta Costantino I, insieme al figlio Costantino II fu costretto ad intervenire lungo l'alto Reno per a battere gli Alemanni che avevano tentato di invadere i territori della Gallia. La guerra sembra che durasse diversi anni, visto che i figli dell'imperatore poterono fregiarsi del titolo di "Alamannicus maximus", solo nel 331/332.
336-337Costantino che, tanto tempo aveva impiegato per riunificare l'Impero sotto la guida di un unico sovrano, decise di dividerne i suoi territori in quattro parti principali (ed una secondaria, affidata al nipote Annibaliano), lasciando ai figli, Costantino II, la parte più occidentale (dalla Britannia, alla Gallia, fino alla Hispania), a Costante I quella centrale (Rezia, Norico, Pannonie, Italia e passi alpini, oltre all'Africa), a Costanzo II (l'Asiana, l'Oriente e l'Egitto), mentre al nipote Dalmazio, il "cuore" del nuovo impero (Dacia, Tracia, Macedonia) con la capitale Costantinopoli, per evitare che i figli potessero poi contendersela in una nuova guerra civile. In pratica egli ricostituiva una nuova forma di Tetrarchia, che però durò poco meno di sei mesi, poiché Dalmazio fu assassinato e l'Impero rimase diviso ora in tre parti.
357In primavera la consueta coalizione tra Marcomanni e Quadi, cui si erano uniti anche i Sarmati Iazigi, tornò ad agitarsi sul Danubio, invadendo e saccheggiando Rezia, Pannonia e Mesia superiore. Intanto, sul fronte renano, Giuliano ricacciò provvisoriamente gli Alemanni, grazie alla vittoria nella Battaglia di Strasburgo.

### Da Valentiniano I a Teodosio I

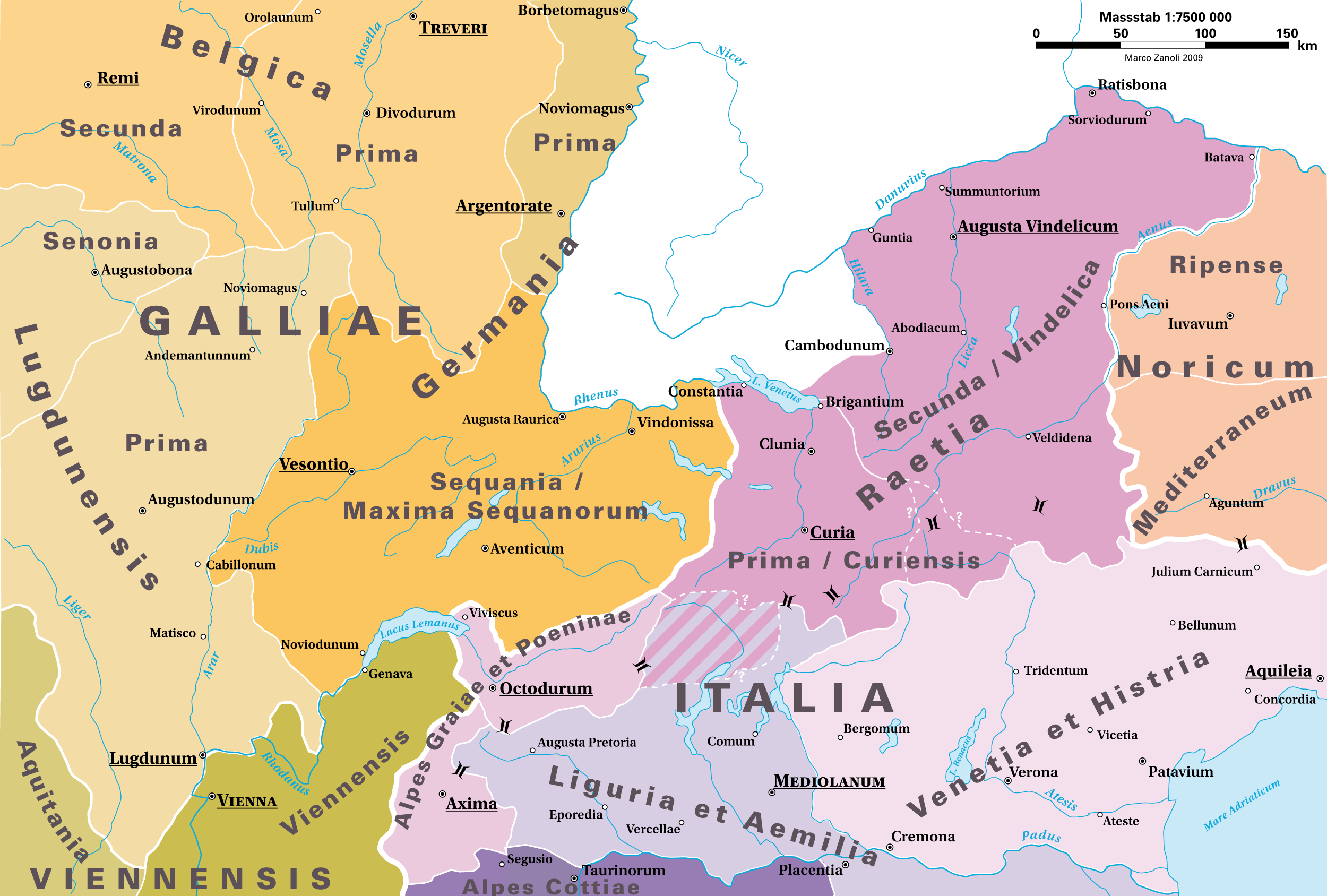
La Rezia (Raetia prima/Curiensis e Raetia secunda/Vindelica) nel 395.

365L'imperatore Valentiniano I divenuto augusto l'anno precedente insieme al fratello Valente, decise di recarsi in Gallia presso Parigi e poi Reims per dirigere le operazioni in prima persona contro le popolazioni barbariche degli Alemanni. I due nuovi imperatori dovettero affrontare minacce esterne su tutti i fronti: secondo Ammiano Marcellino, a quei tempi la Gallia e la Rezia erano state devastate dagli Alemanni, la Pannonia dai Sarmati e dai Quadi, la Britannia dai Sassoni, Scoti e Attacotti, mentre l'Africa era esposta ai saccheggi dei Mauri e degli Austuriani, e la Tracia era devastata dai Goti; anche l'Armenia, inoltre, era minacciata dallo scià di Persia Sapore II.
370Mentre Valentiniano provvedeva a rinforzare le fortificazioni sul Reno dall'Oceano fino alla Rezia, costruendo nuove fortificazioni e migliorando le fortificazioni preesistenti, Teodosio il Vecchio, padre del futuro imperatore Teodosio I, riuscì a respingere una nuova invasione di Alemanni in Rezia, trapiantando i prigionieri nei pressi del Po.

### Dalla morte di Teodosio I alla fine dell'Occidente
400-402Sfruttando l'irruzione in Rezia e Norico dei Vandali e di altri barbari (secondo una congettura di JB Bury condotti da Radagaiso), Alarico invase l'Italia nel 400/401, anno del consolato di Stilicone. Un rigo della cronaca di Prospero Tirone suggerisce che i Visigoti di Alarico I agirono in concerto con un altro invasore: le orde barbariche alla testa di Radagaiso il Goto, il quale avrebbe invaso di nuovo l'Italia cinque anni dopo, venendo però sgominato da Stilicone. Secondo la cronaca di Prospero Tirone, Radagaiso sarebbe entrato in Italia in concerto con Alarico nell'anno 400, e nello stesso anno e in quello seguente, secondo le misteriose allusioni dei panegirici di Claudiano, vi furono delle incursioni ad opera di barbari in Rezia, provincia che faceva appunto parte dell'Italia a quell'epoca: secondo Claudiano, i Barbari avevano rotto i trattati di alleanza con l'Impero per invaderlo approfittando dell'invasione di Alarico. Secondo una congettura di Hodgkin e JB Bury, dunque, le orde di Radagaiso, in concerto con i Visigoti di Alarico, avrebbero invaso la Rezia, mentre i Visigoti di Alarico invasero la penisola dalle Alpi Giulie, occupando la provincia di Venezia e Istria. Occupate le Venezie, Alarico diresse il suo esercito in direzione di Milano, capitale dell'Impero romano d'Occidente, con l'intento di espugnarla. L'Imperatore e la corte imperiale, che si trovavano appunto a Milano, colti dal panico, stavano deliberando di fuggire in Corsica o Sardegna, o fondare una nuova Roma sulle rive della Senna o del Rodano, progettando dunque una fuga nelle Gallie. Stilicone, invece, secondo il suo panegirista Claudiano, si oppose alla fuga, sostenendo che si sarebbe diretto verso nord per raccogliere un esercito dalle guarnigioni di quei luoghi e sarebbe presto tornato, con un po' di ritardo, "per vendicare la maestà insultata di Roma". Dopo aver attraversato il Lago di Como, Stilicone si diresse verso la provincia di Rezia: era l'inverno del 401‑2. Nel giro di breve tempo, Stilicone riuscì a respingere le incursioni dei Barbari in Rezia, forse condotti da Radagaiso. Non solo li respinse oltre il Danubio, ma riuscì anche a reclutare alcuni dei barbari vinti nell'esercito romano. Una volta messa al sicuro la Rezia dalle incursioni nemiche, Stilicone partì con le legioni della Rezia alla difesa di Milano, assediata da Alarico: per poter vincere Alarico Stilicone fu costretto a sguarnire il Reno e la Britannia di truppe, richiamandole alla difesa dell'Italia.

## Esercito e difesa

### Legioni romane
All'esercito di Rezia, conosciuto semplicemente come EX.RAE. (Exercitus Raetiae), venne aggiunta una prima legione a partire dalle guerre marcomanniche: la legio III Italica che venne posizionata a Castra Regina (Ratisbona). A partire dalla riforma tetrarchica di Diocleziano, la guarnigione legionaria fu aumentata a due unità, e la seconda legione, la Legio III Herculea fu posizionata a Caelius Mons (oggi Kellmünz an der Iller).

### Auxilia
La guarnigione provinciale era composta da truppe ausiliarie, sia coorti, sia ali di cavalleria. Abbiamo conoscenza di queste unità essenzialmente in virtù delle informazioni contenute nei diplomi militari. La composizione della guarnigione mutò nel tempo, aumentando progressivamente i numeri degli effettivi: nel 69 d.C. erano dislocate in Rezia 11 coorti e 3 ali. Nel 117 erano presenti 10 coorti e sempre 3 ali, per poi passare nell'ultimo periodo di amministrazione equestre a 13/14 coorti di ausiliari e 4 ali (miliariae) di cavalleria. Sappiamo da tutta una serie di iscrizioni epigrafiche che nella provincia c'erano:
nell'86c'erano 4 alae di cavalleria e 8 cohortes di fanteria (o miste), i cui nomi erano:
- per le ali ricordiamo: I Hispanorum Auriana, I Augusta Thracum, Thracum veterana e II Flavia Pia Fidelis milliaria;
- per le coorti, ricordiamo: I Breucorum, II Gallorum, III Bracaraugustanorum, III Thracum, III Britannorum, IIII Gallorum, V Bracaraugustanorum e VI Lusitanorum.

nell'107c'erano 4 alae di cavalleria e 11 cohortes di fanteria (o miste), i cui nomi erano:
- per le ali ricordiamo:  I Hispanorum Auriana, I Augusta Thracum, I Flavia singularium civium Romanorum Pia Fidelis e II Flavia milliaria Pia Fidelis;
- per le coorti, ricordiamo: I Breucororum civium Romanorum, I Raetorum, II Raetorum, III Bracaraugustanorum, III Thracum veterana, III Britannorum, III Thracum civium Romanorum, III Batavorum milliaria, IIII Gallorum, V Bracaraugustanorum e VII Lusitanorum.

nell'116c'erano 4 alae di cavalleria e 13-(14 in realtà) cohortes di fanteria (o miste), i cui nomi erano:
- per le ali ricordiamo:  I Hispanorum Auriana, I Augusta Thracum, I Flavia singularium civium Romanorum Pia Fidelis e II Flavia milliaria Pia Fidelis;
- per le coorti, ricordiamo: I Flavia Canathenorum milliaria sagittaria, I Breucororum civium Romanorum, I Raetorum, II Raetorum, II Aquitanorum civium Romanorum, III Bracaraugustanorum, III Thracum veterana, III Britannorum, III Thracum civium Romanorum, III Batavorum milliaria, IIII Gallorum, V Bracaraugustanorum, VI Lusitanorum e VIIII Batavorum milliaria.

nel 139c'erano 2 alae di cavalleria e 6 cohortes di fanteria (o miste), i cui nomi erano:
- per le ali ricordiamo: I Flavia singularium civium Romanorum e II Flavia milliaria;
- per le coorti, ricordiamo: I Flavia Canathenorum milliaria, I Raetorum, II Aquitanorum, III Thracum veterana, III Britannorum?, III(?) Tungrorum milliariae vexillatio.

nel 145/146c'erano 4 alae di cavalleria e 13 cohortes di fanteria (o miste), i cui nomi erano:
- per le ali ricordiamo: II Flavia Pia Fidelis milliaria, I Flavia civium Romanorum, I Flavia Gemelliana e I Flavia singularium civium Romanorum;
- per le coorti, ricordiamo: I Flavia Canathenorum milliaria sagittaria, I Breucorum, I Raetorum, II Raetorum, II Aquitanorum, III Bracaraugustanorum, III Thracum veterana, III Thracum civium Romanorum, III Brittannorum, IIII Gallorum, V Bracaraugustanorum, VI Lusitanorum e VIIII Batavorum (milliaria?).

nel 157c'erano 4 alae di cavalleria e 13 cohortes di fanteria (o miste), i cui nomi erano:
- per le ali ricordiamo: II Flavia Pia Fidelis milliaria, I Hispanorum Auriana, I Flavia Gemelliana e I Flavia singularium civium Romanorum;
- per le coorti, ricordiamo: I Flavia Canathenorum milliaria sagittaria, I Breucorum, I Raetorum, II Raetorum, II Aquitanorum, III Bracaraugustanorum, III Thracum veterana, III Thracum civium Romanorum, III Britannorum, IIII Gallorum, V Bracaraugustanorum, VI Lusitanorum e VIIII Batavorum milliaria.

nel 161-167c'erano 3 alae di cavalleria e 13 cohortes di 3fanteria (o miste), i cui nomi erano:
- per le ali ricordiamo: II Flavia milliaria Pia Fidelis, I Flavia Gemelliana e I Flavia singularium civium Romanorum;
- per le coorti, ricordiamo: I Flavia Canathenorum milliaria sagittaria, I Breucorum, I Raetorum, II Raetorum, II Aquitanorum, III Bracaraugustanorum, III Thracum veterana, III Thracum civium Romanorum, III Britannorum, IIII Gallorum, V Bracaraugustanorum, VI Lusitanorum e VIIII Batavorum milliaria.

attorno al 400Ai tempi della Notitia Dignitatum, in quella che era stata la provincia della Raetia, venne creato un comando militare, facente parte del Numerus intra Italiam ed affidato ad un Dux Raetiae primae et secundae, il quale era posto a capo 10 unità (o distaccamenti) di fanteria e 6 di cavalleria, alle cui dipendenze troviamo: un Praefectus legionis III Italicae, a Castra Regina, a Submuntorio, a Vimania Cassiliacum, a Cambidano, a Foetibus ed a Teriolis; un Praefectus militum Ursariensium, a Guntiae; un Tribunus cohortis IX Batavorum, a Batavis; un Tribunus cohortis III Brittorum, a Abusina; un Tribunus cohortis VI Valeriaae Raetorum, a Venaxamodorum; un Tribunus cohortis I Herculeae Raetorum, a Parroduno; un Tribunus cohortis V Valeriae Frygum, a Pinianis; un Tribunus cohortis III Herculeae Pannoniorum, a Caelio; un Tribunus cohortis Herculeae Pannoniorum, a Arbore; un Praefectus numeri barbaricariorum, presso Brecantia; degli Equites stablesiani seniores, a Augustanis; degli Equites stablesiani iuniores, a Ponte Aoni ora Febians; degli Equites stablesiani iuniores, a Submuntorio; un Praefectus alae I Flaviae Raetorum, a Quintanis; un Praefectus alae II Valeriae singularis, a Vallatio; un Praefectus alae II Valeriae Sequanorum, a Vimania; e un Tribunus gentis per Raetias deputatae, a Teriolis.

### Fortezze, forti e fortini dellimes raeticus

#### Lungo il Danubio: da Mengen-Ennetach aCastra Batava
Se ad Augusto dobbiamo l'inizio della conquista dei territori di Raetia et Vindelicia, a Claudio (41-54) la progettazione di un miglior sistema difensivo lungo il Danubio. Egli, infatti, divenuto imperatore, completò le conquiste dei territori rimasti liberi fino al Danubio, annettendo le parti rimaste libere fino a quale momento di Rezia e Norico (attorno al 50).
In seguito con Vespasiano si ebbe l'avanzata romana nei territori dei cosiddetti agri decumates che portarono la frontiera oltre il Danubio (vedi paragrafo successivo). La prima linea di fortificazioni venne costruita lungo il fiume Alb, la seconda ed ultima fase proseguì l'avanzata verso nord al tempo di Antonino Pio. Tale avanzata comportò, durante la seconda fase delle guerre marcomanniche (nel 179), il posizionamento di una legione nel luogo di congiunzione tra il limes germanico-retico e il tratto fluviale danubiano, a Castra Regina (oggi Ratisbona).
Nonostante il continuo rafforzamento di unità ausiliarie lungo il confine danubiano, durante il principato di Marco Aurelio i Marcomanni e i Sarmati ebbero buon gioco nel penetrare il limes, giungendo sino ad Aquileia. In seguito a questi eventi, la provincia venne riorganizzata: l'amministrazione fu affidata ad un legato di rango senatorio e nel 179 vi fu definitivamente stanziata la una legione.
Le continue invasioni barbariche, in particolare degli Alemanni, oltre alla contemporanea secessione della parte occidentale dell'impero (Impero delle Gallie), guidata dal governatore di Germania superiore ed inferiore, Postumo, costrinsero l'allora imperatore Gallieno ad abbandonare il territorio degli agri decumates, riportando il limes ai grandi fiumi: ad ovest del Reno (cfr. limes alto germanico) ed a sud del Danubio. Era il 259-260.
In seguito alla riforma tetrarchica di Diocleziano la provincia di Rezia venne divisa in due province, affidate ciascuna ad una legione, dove la Legio III Italica continuava la sua permanenza a Castra Regina, mentre la nuova Legio III Herculea era posizionata a Caelius Mons (oggi Kellmünz an der Iller).
Qui sotto troverete una tabella riassuntiva delle fortificazioni di questo tratto di limes, con relativa legenda:
- legio = legione romana
- coh. = coorte
- mil = milliaria (composta da 1.000 uomini)
- eq. = coorte equitata
- ala = unità di cavalleria
- vexill. = vexillationes
- c.R. = civium Romanorum

| Forte/burgus lungo il limes                    | località antica                        | località moderna                         | n. forte                  | dal                                                                                              | al                                                                                         | Misure                            | Unità ausiliarie presenti in differenti periodi | Mappa |
| ---------------------------------------------- | -------------------------------------- | ---------------------------------------- | ------------------------- | ------------------------------------------------------------------------------------------------ | ------------------------------------------------------------------------------------------ | --------------------------------- | --- | ----- |
| Forte di ala                                   | Brigobannis                            | Hüfingen                                 | 62a                       | 41/45                                                                                            | 80/85                                                                                      | 2,4-3,5 ha                        | |       |
| forte di coorte                                |                                        | Tuttlingen                               |                           | ?                                                                                                | ?                                                                                          |                                   | |       |
| a) forte b) vicus                              |                                        | Mengen-Ennetach                          |                           | a) 40/45 b) 70                                                                                   | a) 75/85 b) 260                                                                            | da 0,5 a 3,0 ha                   | |       |
| forte di coorte                                |                                        | Emerkingen                               |                           | 45                                                                                               | 85/90                                                                                      |                                   | |       |
| a) forte di coorte b) forte di coorte c) altro | Riusiava?                              | Ehingen-Rißtissen                        |                           | a) 45 b) 70 c) 100</brd) vicus 70                                                                | a) 69/70 b) 90/95 c) 110 d) 260                                                            | a) 1,7 ha b) 1,9 ha               | |       |
| forte di ala                                   |                                        | Illerkirchberg-Unterkirchberg            |                           | 40/45                                                                                            | 100 circa                                                                                  | 200 × 210 m = 4,2 ha              | |       |
| fortino ausiliario                             |                                        | Neu-Ulm-Burlafingen                      |                           | 40 circa                                                                                         | 50 circa                                                                                   | ca. 41 m × 42 m                   | |       |
| fortino di vexill. ausiliaria                  |                                        | Neu-Ulm-Nersingen                        |                           | 40 circa                                                                                         | 80 circa                                                                                   | 22,2 m × 25,2 m = ca. 780 m²      | |       |
| a) forte di Ala b) burgus                      | Guntia                                 | Günzburg                                 |                           | a) Vespasiano b) tardo antico                                                                    | a) 110 circa b) V secolo                                                                   |                                   | |       |
| a) ? b) forte di ala                           | Phoebiana                              | Lauingen-Faimingen                       |                           | a) Flavi b) inizi del III secolo                                                                 | a) 117/138 b) 400 circa                                                                    |                                   | |       |
| forte di coorte                                |                                        | Aislingen                                |                           | Tiberio                                                                                          | 69/70                                                                                      |                                   | |       |
|                                                | Submuntorium                           | Mertingen-Burghöfe                       |                           | a) Claudio b) tardo antico                                                                       | a) 69 b) prima metà del V secolo                                                           |                                   | |       |
| forte di coorte                                | Parrodunum                             | Burgheim                                 |                           | 280 circa                                                                                        |                                                                                            |                                   | |       |
| a) fortino b) ?                                | Venaxamodurum                          | Neuburg an der Donau                     |                           | a) inizio periodo Claudio b) tardo antico                                                        | a) 69/70 b) ?                                                                              |                                   | |       |
| forte di coorte                                |                                        | Nassenfels                               |                           | Claudio                                                                                          | 69/70                                                                                      |                                   | |       |
| forte di coorte                                |                                        | Oberstimm                                | 132 x 108 m = 1,43 ha     | Claudio                                                                                          | 120 circa                                                                                  |                                   | |       |
| a) forte di coorte b) fortino                  | Abusina                                | Eining-Neustadt an der Donau-Bad Gögging | max. 147 × 125 m = 1,8 ha | 80 circa                                                                                         | V secolo                                                                                   |                                   | a) Cohors IIII Gallorum b) Vexill. Cohors II Tungrorum milliaria equitata c) Vexill. Cohors IIII Tungrorum milliaria equitata d) Cohors III Britannorum equitata                                    |       |
| forte di vexill. legionaria                    |                                        | Unterfeld                                |                           | 170 circa                                                                                        | 179 circa                                                                                  | 328 × > 320 m = circa 10,6 ha     | Legio III Italica |       |
| fortino                                        |                                        | Weltenburg-Galget                        |                           | Claudio- Vespasiano                                                                              |                                                                                            | ca. 50 × 50 m = 0,2 ha            | |       |
| fortezza legionaria                            | Castra Regina                          | Ratisbona                                |                           | 179/180                                                                                          | V secolo                                                                                   | 540x450 metri, pari a 24,50 ha    | Legio III Italica |       |
| forte di coorte                                |                                        | Kumpfmühl                                |                           | 79/80                                                                                            | 172                                                                                        | a) 2 ha b) 2,86 ha                | Cohors III Britannorum equitata, ab 107/116: Cohors II Aquitanorum equitata |       |
| fortino                                        |                                        | Pfatter                                  |                           | 100 circa                                                                                        | seconda metà del III secolo                                                                | ca. 60 m × 70 (?) m = ca. 0,42 ha | |       |
| a-d) forte di coorte e) Burgus (?)             | Sorviodurum, Serviodurum, Servinodurum | Straubing                                |                           | a) Vespasiano b) tardo Vespasiano/inizi Domiziano c) Domiziano d) Traiano e) fine del III secolo | a) 166/180 b) Domiziano c) Traiano d) prima metà del III secolo e) prima metà del V secolo |                                   | a) Cohors II Raetorum civium Romanorum equitata b) ? c) Cohors III Batavorum equitata milliaria d) Cohors I Flavia Canathenorum milliaria sagittariorum e) truppe germaniche ausiliarie sconosciute |       |
| fortino                                        |                                        | Steinkirchen-Stephansposching            |                           |                                                                                                  | ca. 90 - max. 259/260                                                                      | ca. 58 m × 70 m = 0,44 ha         | |       |
| forte di coorte                                |                                        | Moos-Burgstall                           |                           | Dinastia flavia - ca. 120                                                                        |                                                                                            |                                   | |       |
| fortino                                        |                                        | Osterhofen-Haardorf                      |                           | Claudio                                                                                          |                                                                                            | ca. 55 × 55 m = 0,30 ha           | |       |
| a) forte di coorte b) ?                        | Quintana                               | Künzing                                  |                           | a) Domiziano b) tardo antico                                                                     | a) 259/260 b) ?                                                                            | max. 132,5 × 165,5 m = 2,25 ha    | a) Cohors III Thracum equitata civium Romanorum, b) Cohors V Bracaraugustanorum, c) Ala prima Flavia Raetorum                                                                                       |       |
| fortino                                        |                                        | Osterhofen-Haardorf                      |                           | ?                                                                                                | ?                                                                                          |                                   | |       |
| a) forte di numerus b) ? c) ?                  | Castra Batava/Batavis                  | Passavia                                 |                           | a) 50 circa b) II secolo c) tardo antico                                                         | a) ? b) III secolo c) dopo il 450                                                          |                                   | Coh.IX Batavorum eq.mill. exploratorum |       |

#### A nord del Danubio: lungo il fiume Alb
Qui sotto troverete una tabella riassuntiva delle fortificazioni di questo tratto di limes, con relativa legenda:
- legio=legione romana
- coh.=coorte
- mil=milliaria (composta da 1.000 uomini)
- eq.=coorte equitata
- ala=unità di cavalleria
- vexill=vexillationes
- c.R.=civium Romanorum

| Forte/burgus lungo il limes                                | località antica | località moderna            | n. forte | dal                         | al                            | Misure                                               | Unità ausiliarie presenti in differenti periodi | Mappa |
| ---------------------------------------------------------- | --------------- | --------------------------- | -------- | --------------------------- | ----------------------------- | ---------------------------------------------------- | ----------------------------------------------- | ----- |
| a) forte di coorte b)vicus                                 |                 | Geislingen                  |          | 74 circa                    | 100 circa                     | 190 m x 140 m = 2,7 ha                               |                                                 |       |
| forte di Ala miliaria o di due coorti o vexill. legionaria |                 | Albstadt-Ebingen/Lautlingen |          | prima dell'80               | prima dell'85                 | 248/254 × 264/273 m = 6,7 ha                         |                                                 |       |
| forte di coorte vicus                                      |                 | Burladingen-Hausen          |          | 80 circa (forte) 80 (vicus) | 110 circa (forte) 260 (vicus) | a) 137 m × 137 m = 1,9 ha b) 140 m × 140 m = 1,96 ha |                                                 |       |
| forte di coorte vicus                                      |                 | Gomadingen                  |          | 85/90 (forte) 85/90 (vicus) | 110 (forte) 260 (vicus)       |                                                      |                                                 |       |
| forte di numerus vicus                                     | Clarenna        | Donnstetten                 |          | 85/90 85/90 (vicus)         | 150/160 260 (vicus)           | 50 m x 60 m = 0,3 ha                                 |                                                 |       |
| forte di coorte vicus                                      | Ad Lunam        | Urspring-Lonsee             | 66a      | 75/85 75/85 (vicus)         | 155/165 260 (vicus)           | 135 m × 132,5 m = 1,79 ha                            |                                                 |       |
| forte di numerus                                           |                 | Deggingen                   |          | incerto                     | incerto                       | 60 m x 70 m = 0,4 ha                                 |                                                 |       |
|                                                            | Aquileia        | Heidenheim an der Brenz     | 66b      |                             |                               |                                                      |                                                 |       |
| forte di coorte                                            | Opia            | Oberdorf-Bopfingen          | 67b      | Domiziano-Traiano           | Antonini                      | 1,7 ha                                               |                                                 |       |
| forte di coorte                                            | Losodica        | Munningen                   |          | 90 circa                    | 110 circa                     | 179 m × ca. 150 m                                    |                                                 |       |

#### A nord del Danubio:limesantonino
L'opera cominciò sotto Vespasiano, il quale diede inizio alla penetrazione dell'area, grazie alle campagne del legato della Germania Superiore, un certo Gneo Pinario Cornelio Clemente nel 74. Furono creati, infatti, i forti di Schleitheim, Hüfingen, Rottweil, Waldmossingen, Offenburg e Riegel am Kaiserstuhl.
Dieci anni più tardi, al termine delle campagne militari condotte dal figlio, Domiziano (dell'83-84), furono costruiti tutta una serie di fortini e strade militari nel Wetterau e Taunus (ad Hofheim am Taunus, Francoforte, Bergen, Hanau-Kesselstadt, Okarben, Altenstadt, Friedberg e Bad Nauheim), iniziando a creare il primo tratto fortificato del limes germanico-retico che congiungesse il fiume Lahn al fiume Meno.
Contemporaneamente più a sud si procedette all'occupazione dei territori di Nemeti e Triboci, percorrendo il corso del fiume Neckar da ovest ad est, e anche qui costruendo i nuovi forti a Ladenburg e a Heidelberg-Neuenheim, oltre al forte di Baden lungo la sponda destra del Reno, quasi di fronte ad Argentoratae.
Nella parte meridionale la penetrazione avveniva portando la linea di confine verso settentrione, con la costruzione di tutta una serie di nuovi forti ausiliari a Sulz, Geislingen, Rottenburg an der Laaber, Burladingen, Gomadingen, Donnstetten, Urspring e Günzburg, ed unendo così la fortezza militare di Argentoratae con la capitale della Rezia, Augusta Vindelicum.
La frontiera continuò a svilupparsi anche negli anni successivi, durante gli anni novanta, con la costruzione di nuovi forti a: Butzbach, Arnsberg, a Echzell (un forte tra i più grandi di ben 5,2 ettari), più a sud a Heidenheim (dove risiedette l'Ala II Flavia milliaria) ed a Degerfeld.
Traiano potenziò un nuovo tratto di frontiera più ad est, o quando fu imperatore (98-100) oppure ai tempi in cui era ancora governatore della Germania superiore sotto Domiziano (attorno agli anni 92-96). Questo nuovo tratto collegava il fiume Meno con il Neckar, il cosiddetto limes di Odenwald, che dal Meno presso Wörth raggiunge il medio Neckar a Wimpfen.
Il successore Adriano, recatosi lungo la frontiera germano-retica, contribuì alla costruzione della linea dell'Alb, fatta di torri di guardia paragonabili al limes del Taunus-Wetterau-Odenwald, alla ricostruzione di numerosi forti in pietra ed al consolidamento di quanto fatto dai suoi predecessori. Il nuovo spostamento degli auxilia sulla nuova linea di frontiera, portò all'abbandono dei forti del retroterra come Wiesbaden ed Heddernheim.
È sotto Antonino Pio che molte delle torri e dei forti costruiti in precedenza in legno, furono ricostruiti interamente in pietra (a volte in siti differenti) e soprattutto si ebbe la definitiva evoluzione di questo tratto di limes tra Germania superiore e Rezia. Egli, infatti, già a partire dal 145-146 promosse l'abbandono della precedente linea di difesa dell'Odenwald-Neckar a favore di una posizione più avanzata di 30 km, ma non sappiamo se ciò comportò notevoli operazioni di guerra nell'area.
Le continue invasioni barbariche, in particolare degli Alemanni, oltre alla contemporanea secessione della parte occidentale dell'impero (Impero delle Gallie), costrinsero l'allora imperatore Gallieno ad abbandonare il territorio degli agri decumates. Era il 259-260.
Qui sotto troverete una tabella riassuntiva delle fortificazioni di questo tratto di limes, con relativa legenda:
- legio=legione romana
- coh.=coorte
- mil=milliaria (composta da 1.000 uomini)
- eq.=coorte equitata
- ala=unità di cavalleria
- vexill=vexillationes
- c.R.=civium Romanorum
- Nuove aperture di forti post 117

| Forte/burgus lungo il limes             | località antica | località moderna | n. forte | dal                      | al                        | Misure                                                                               | Unità ausiliarie presenti in differenti periodi                                                               | Mappa |
| --------------------------------------- | --------------- | ---------------- | -------- | ------------------------ | ------------------------- | ------------------------------------------------------------------------------------ | --- | ----- |
| fortino                                 |                 | Freimühle        |          | ?                        | non oltre il 260          | 53 m × 55 m = 0,29 ha                                                                | |       |
| Forte di coorte                         |                 | Schirenhof       | 64       | 150                      | 244/247                   | 2,0 ha                                                                               | Coh.I Flavia Raetorum                                                                                         |       |
| fortino                                 |                 | Orthalde         | 12/33    | ?                        | non oltre il 260          | 14,75 m × 15,15 m                                                                    | |       |
| Forte di coorte                         |                 | Unterböbingen    | 65       | 150/160                  | 266                       | 2,0 ha                                                                               | |       |
| Forte alare                             | Alae            | Aalen            | 66       | 150/155                  | 259/260                   | 277 × 214 m ca = 6,07 ha                                                             | Ala II Flavia mill.                                                                                           |       |
| Forte di coorte eq.                     |                 | Buch             | 67       | 130/140                  | 260                       | 2,1 ha                                                                               | Coh.III Thracum veterana [eq.]                                                                                |       |
| Forte di coorte eq.                     | monumento       | Dalkingen        | 12/81    | 165                      | 233/234                   | a) 13,3 m × 14,5 m, costruzione in legno b) 12.6 m × 9,3 m, costruzione in pietra    | |       |
| Forte di numerus                        |                 | Halheim          | 67 a     | 125/150                  | 260 ca.                   | 0,67 ha                                                                              | |       |
| Forte di coorte eq. o Ala di cavalleria |                 | Ruffenhofen      | 68       | Traiano                  | 250 ca.                   | 190 × 197 = 3,7 ha                                                                   | Coh.IX Batavorum mill.eq.                                                                                     |       |
| Forte di coorte e numerus               |                 | Dambach          | 69       | Traiano/Antonino Pio     | 260 ca.                   | a) 115 × 85 = 0,97 ha b) 187 × 115 = 2,15 ha                                         | Coh.II Aquitanorum eq.                                                                                        |       |
| Forte di numerus                        |                 | Unterschwaningen |          | Domiziano                | 150/160                   | 80 × 85 = 0,7 ha                                                                     | |       |
| Forte di coorte eq.                     | Mediana         | Gnotzheim        | 70       | Domiziano                | 260 ca.                   | 153 × 143 = 2,2 ha                                                                   | Coh.III Thracum eq. c.R. bis Torquata                                                                         |       |
| Forte di numerus                        |                 | Gunzenhausen     | 71       | 150                      | 241/242-260 ca.           | ca. 86 × 80 = ca. 0,7 ha                                                             | |       |
| fortino                                 |                 | Schloßbuck       |          | ?                        | non oltre il 260          | ca. 20 × 20 = ca. 0,04 ha                                                            | |       |
| Forte di coorte eq.                     | Iciniacum       | Theilenhofen     | 71 a     | 100                      | 260                       | 2,7 ha                                                                               | Coh.III Bracaraugustanorum eq.                                                                                |       |
| fortino                                 |                 | Gündersbach      |          | ?                        | non oltre il 260          | 18 × 18 m = 360 metri m²                                                             | |       |
| Forte alare                             | Biriciana       | Weißenburg       | 72       | 90                       | 253 ca.                   | a) 2,8 ha b) 3,1 ha                                                                  | Ala I Hispanorum Auriana                                                                                      |       |
| Forte di numerus                        | Sablonetum      | Ellingen         |          | 120 ca.                  | 233 ca.                   | 90 × 80 m = 0,72 ha                                                                  | |       |
| Forte di numerus                        |                 | Oberhochstatt    |          | ?                        | 260 ca.                   | a) forte di terra/legno: ca. 80 m × ca. 80 m b) forte in pietra: ca. 80 m × ca. 80 m | |       |
| centenarium                             |                 | Burgsalach       |          | 210 circa                | non oltre il 260          | 32,60 (SO) × 32,40 (NO) × 31,90 (NE) × 32,60 (SE) m = 0,1 ha                         | |       |
| fortino                                 |                 | Raitenbuch       |          |                          | non oltre il 260          | 18 × 18 m = 0,032 ha                                                                 | |       |
| fortino                                 |                 | Petersbuch       |          |                          | non oltre il 260          | 20,2 × 20,2 m = 0,04 ha                                                              | |       |
| fortino in pietra                       |                 | Biebig           |          |                          | non oltre il 260          | 39 × 42 m = ca. 0,15 ha                                                              | |       |
| fortino in pietra                       |                 | Hegelohe         |          |                          | non oltre il 260          | 20,25 (20,20) x 20,15 (20,10) = ca. 0,04 ha                                          | |       |
| Forte di numerus                        |                 | Böhming          | 73 a     | Prima metà del II secolo | 242/244-260               | 95 × 85 m = 0,73 ha                                                                  | |       |
| Forte di coorte eq.                     | Vetoniana       | Pfünz            | 73       | 80 ca.                   | 233 ca.                   | max. 189 (187) × 145 (144) m = 2,5 ha                                                | Coh.I Breucorum eq. c.R.                                                                                      |       |
| fortino                                 |                 | Güßgraben        |          |                          | non oltre il 260          | 18,5 × 18,5 m = 0,03 ha                                                              | |       |
| fortino                                 |                 | Seeberg          |          |                          | non oltre il 260          | 17 × 17 m = 0,03 ha                                                                  | |       |
| Forte alare                             | Germanicum      | Kösching         | 74       | 80 ca.                   | 241 ca.                   | 4,3 ha                                                                               | Ala I Augusta Thracum (?) Ala I Flavia Gemelliana                                                             |       |
| Forte alare                             | Celeusum        | Pförring         | 75       | 80 ca.                   | Prima metà del III secolo | 3,9 ha                                                                               | Ala I Flavia singularium c.R. pia fidelis                                                                     |       |
| fortino                                 |                 | Hienheim         |          |                          | non oltre il 260          | ca. 16 × 16 m = 250 m²                                                               | |       |
| Forte di coorte                         | Abusina         | Eining           |          | 80 ca.                   | V secolo                  | 1,8 ha                                                                               | Coh.IV Gallorum vexill. Coh.II Tungrorum mill. eq. vexill. Coh.IV Tungrorum mill. eq. Coh.III Britannorum eq. |       |
| Fortezza di vexill. legionaria          |                 | Unterfeld        |          | 172                      | 179                       | 328 × > 320 m = über 10,6 ha                                                         | vexill. Legio III Italica                                                                                     |       |
| Fortezza legionaria                     | Castra Regina   | Ratisbona        |          | 179                      | IV secolo                 | 24,5 ha                                                                              | Legio III Italica                                                                                             |       |

#### Tratto dilimestra Danubio ed Iller
Qui sotto troverete una tabella riassuntiva delle fortificazioni di questo tratto di limes, con relativa legenda:
- legio=legione romana
- coh.=coorte
- mil=milliaria (composta da 1.000 uomini)
- eq.=coorte equitata
- ala=unità di cavalleria
- vexill=vexillationes
- c.R.=civium Romanorum

| Forte/burgus lungo il limes           | località antica     | località moderna                         | n. forte | dal                                            | al                               | Misure                    | Unità ausiliarie presenti in differenti periodi | Mappa |
| ------------------------------------- | ------------------- | ---------------------------------------- | -------- | ---------------------------------------------- | -------------------------------- | ------------------------- | --- | ----- |
|                                       | Constantia          | Costanza                                 |          |                                                |                                  |                           | |       |
| forte di coorte                       | Arbor Felix, Arbore | Arbon                                    |          | Tetrarchia                                     | V secolo                         | 0,65 ha                   | cohors Herculea Pannoniorum |       |
|                                       |                     | Schaan                                   |          |                                                |                                  |                           | |       |
|                                       | Brigantium          | Bregenz                                  |          |                                                |                                  |                           | |       |
|                                       | Vemania             | Isny im Allgäu                           |          | 260 circa                                      | V secolo                         | 45 x 80 m                 | ala II Valeria Sequanorum |       |
| burgus                                |                     | Buchenberg-Ahegg                         |          | Valentiniano I                                 | V secolo                         | 10,8 m × 11,0 m           | |       |
| forte di vexill.                      | Cambodunum          | Kempten-Burghalde                        |          | Fine del III secolo?                           | V secolo                         |                           | |       |
| forte di coorte                       | Caelius Mons        | Kellmünz an der Iller                    |          | 297 circa                                      | V secolo                         | 8600 m²                   | cohors III Herculea Pannoniorum |       |
| burgus                                |                     | Neu-Ulm-Finningen                        |          | Valentiniano I                                 | V secolo                         | 12 m × 11,7 m             | |       |
| burgus                                |                     | Neu-Ulm-Nersingen                        |          | tardo antico                                   | ?                                |                           | |       |
| a) forte di ala b) burgus             | Guntia              | Günzburg                                 |          | a) Vespasiano b) tardo antico                  | a) 110 circa b) V secolo         |                           | |       |
| burgus                                | Febianis            | Bürgle-Gundremmingen                     |          | III secolo                                     | V secolo                         | 0,16 ha                   | cohors V Valeria Frygum |       |
| a) ? b) forte di ala                  | Phoebiana           | Lauingen-Faimingen                       |          | a) Flavi b) inizio III secolo                  | a) 117/138 b) 400 circa          |                           | |       |
| burgus                                |                     | Buttenwiesen-Unterthürheim               |          | tardo antico                                   | ?                                |                           | |       |
| burgus                                |                     | Buttenwiesen-Lauterbach                  |          | tardo antico                                   | ?                                |                           | |       |
|                                       | Submuntorium        | Mertingen-Burghöfe                       |          | a) Claudio b) tardo antico                     | a) 69 b) prima metà del V secolo | ?                         | |       |
| burgus                                |                     | Oberpeiching                             |          | tardo antico                                   | ?                                |                           | |       |
| burgus                                |                     | Rain (Lech)-Oberpeiching                 |          | tardo antico                                   | ?                                |                           | |       |
| forte di coorte                       | Parrodunum          | Burgheim                                 |          | 280 circa                                      | ?                                |                           | |       |
| burgus                                |                     | Mühlhart-Burgheim-Straß                  |          | tardo antico                                   | ?                                |                           | |       |
| burgus                                |                     | Oberhausen-Kreut                         |          | tardo antico                                   | ?                                |                           | |       |
| a) forte in pietra b) ?               | Venaxamodurum       | Neuburg an der Donau                     |          | a) fine Tiberio-inizio Claudio b) tardo antico | a) 69/70 b) ?                    |                           | |       |
| burgus                                |                     | Weichering                               |          | tardo antico                                   | ?                                |                           | |       |
| burgus                                |                     | Ingolstadt-Zuchering                     |          | tardo antico                                   | ?                                |                           | |       |
| a) forte di coorte b) forte in pietra | Abusina             | Neustadt an der Donau-Bad Gögging-Eining |          | 80 circa                                       | V secolo                         | max. 147 × 125 m = 1,8 ha | a) Cohors IIII Gallorum b) Vexillatio der Cohors II Tungrorum milliaria equitata c) Vexillatio der Cohors IIII Tungrorum milliaria equitata d) Cohors III Britannorum equitata |       |
| forte in pietra                       |                     | Weltenburg-Frauenberg                    |          | a) prima età imperiale (?) b) tardo antico (?) |                                  |                           | |       |
| burgus                                |                     | Kelheim-Thaldorf                         |          | tardo antico                                   | ?                                |                           | |       |
| burgus                                |                     | Saal an der Donau-Untersaal              |          | tardo antico                                   | ?                                |                           | |       |
| burgus                                |                     | Alkofen                                  |          | tardo antico                                   | ?                                |                           | |       |
| burgus                                |                     | Bad Abbach-Oberndorf                     |          | tardo antico                                   | ?                                |                           | |       |

## Geografia politica ed economica
La provincia confinava a nord con il Danubio ed i territori liberi della Germania Magna; ad est con la provincia del Norico; a sud con l'Italia romana (delle regioni augustee di Venetia et Histria e Transpadana); ad ovest con la Germania superiore.

### Maggiori centri provinciali
Gli indizi che permettono di identificare il caput provinciae nel municipio di Aelium Augusta Vendelicum (municipio con Adriano) risalgono alla fine del II secolo, ovvero dopo il cambio di status avvenuto sotto Marco Aurelio, sebbene nulla vieti di credere che la località fosse già in precedenza il capoluogo provinciale. La città era messa in comunicazione con l'Italia tramite la via Claudia Augusta, tracciata da Druso e sistemata definitivamente da Claudio. I maggiori centri della provincia furono:
- Alae (Aalen): divenne parte dell'impero romano attorno alla metà del II secolo, sotto Antonino Pio. Si trovava nelle immediate vicinanze del Limes retico. I Romani eressero un castrum (=accampamento) per ospitare un'unità di cavalleria: l'Ala II Flavia milliaria. Il sito si trova ad ovest del centro della città odierna, alla base della collina Schillerhöhe. Con circa 1.000 cavalieri, fu la più grande fortezza di ausiliari lungo il limes retico. Altri insediamenti civili furono costruiti adiacentemente, a sud e ad est. Circa nel 260, i Romani si ritirarono a sud del Danubio, mentre gli Alamanni ne presero il controllo della regione. L'insediamento civile continuò però ad esistere, sebbene nonsembra esserci continuità tra questo insediamento e quello successivo medioevale.

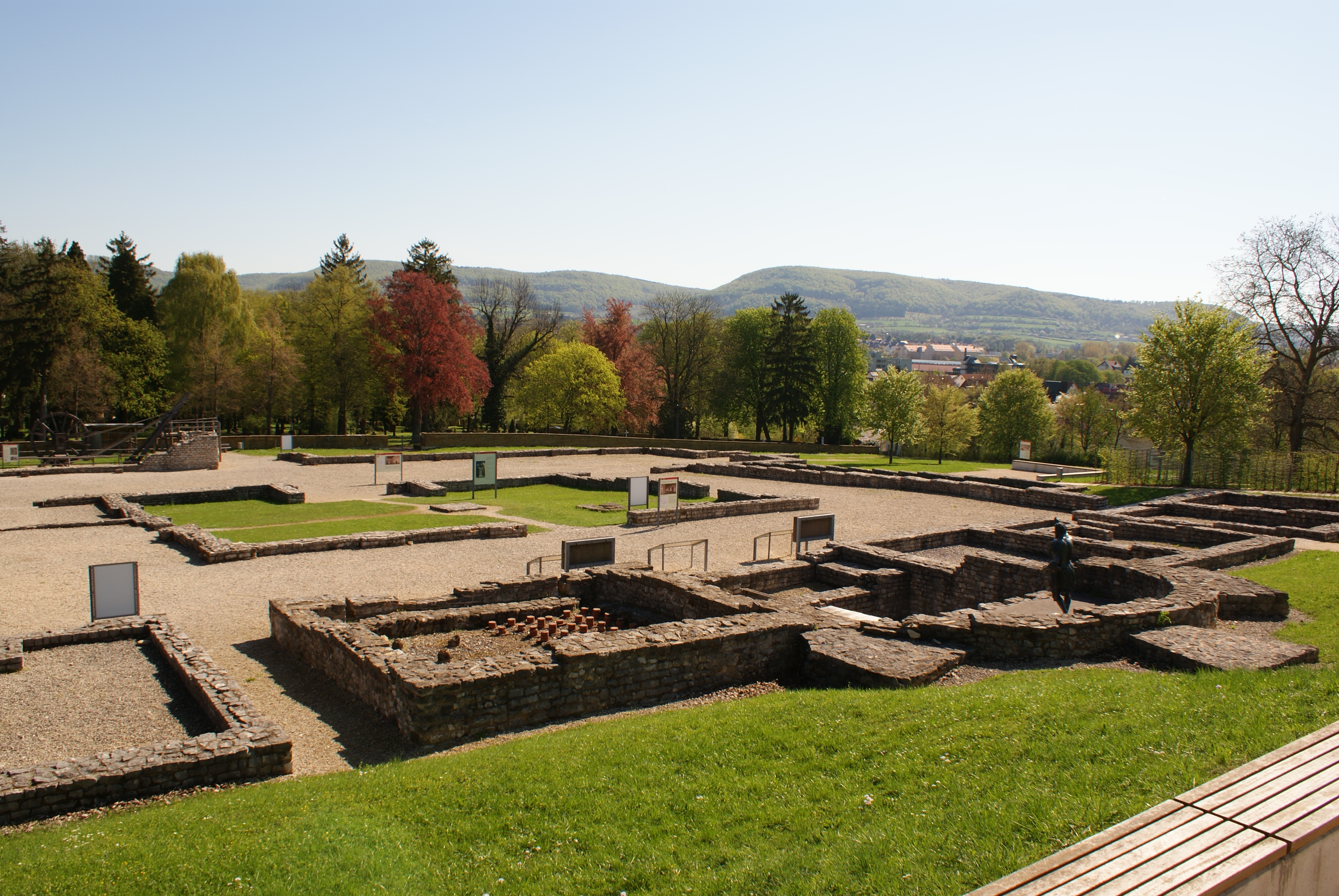
I Principia del forte romano di Aalen.
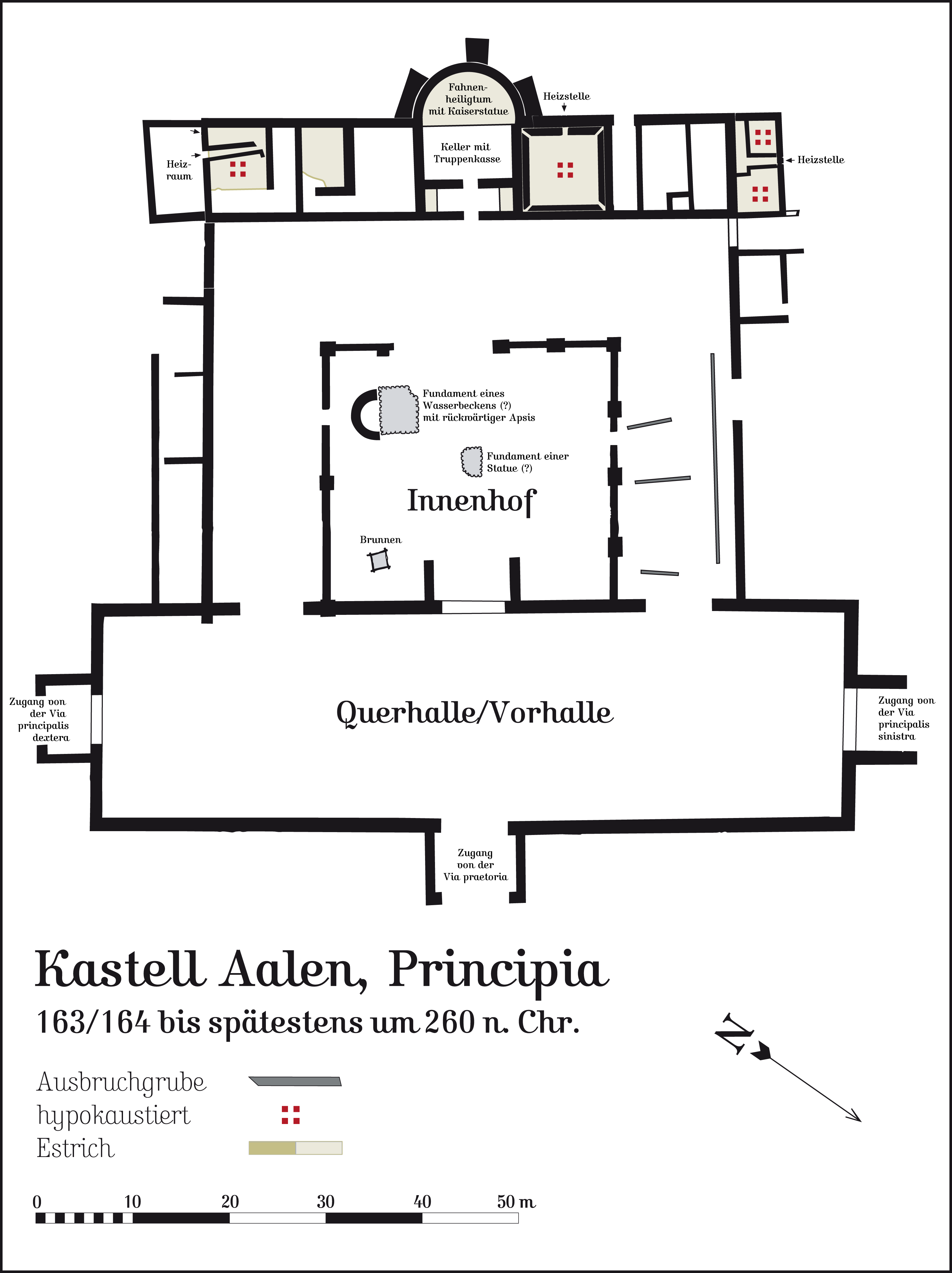
Mappa ricostruttiva dei Principia di Aalen.
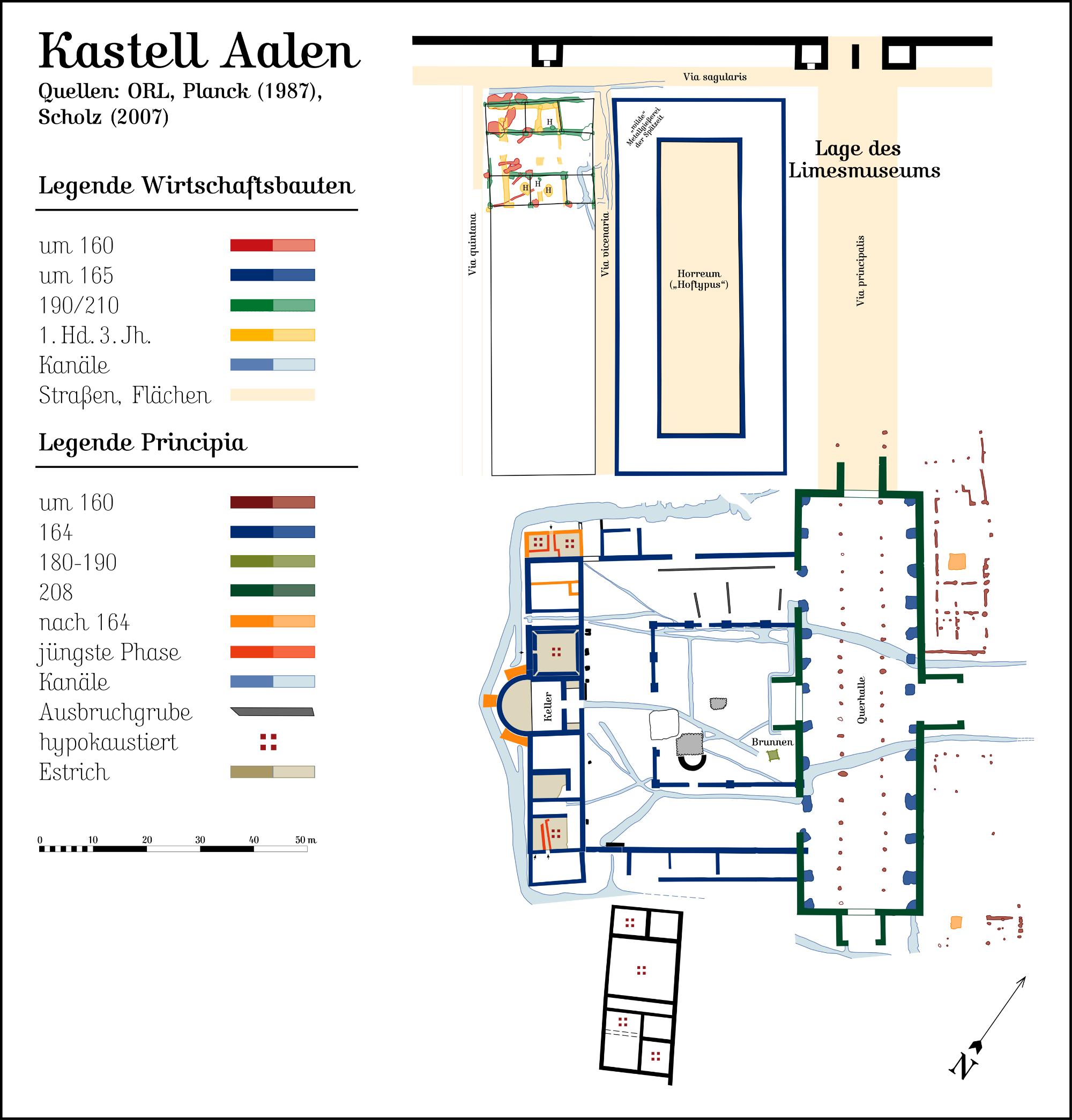
Principia e Horreum (magazzino del grano) del forte.
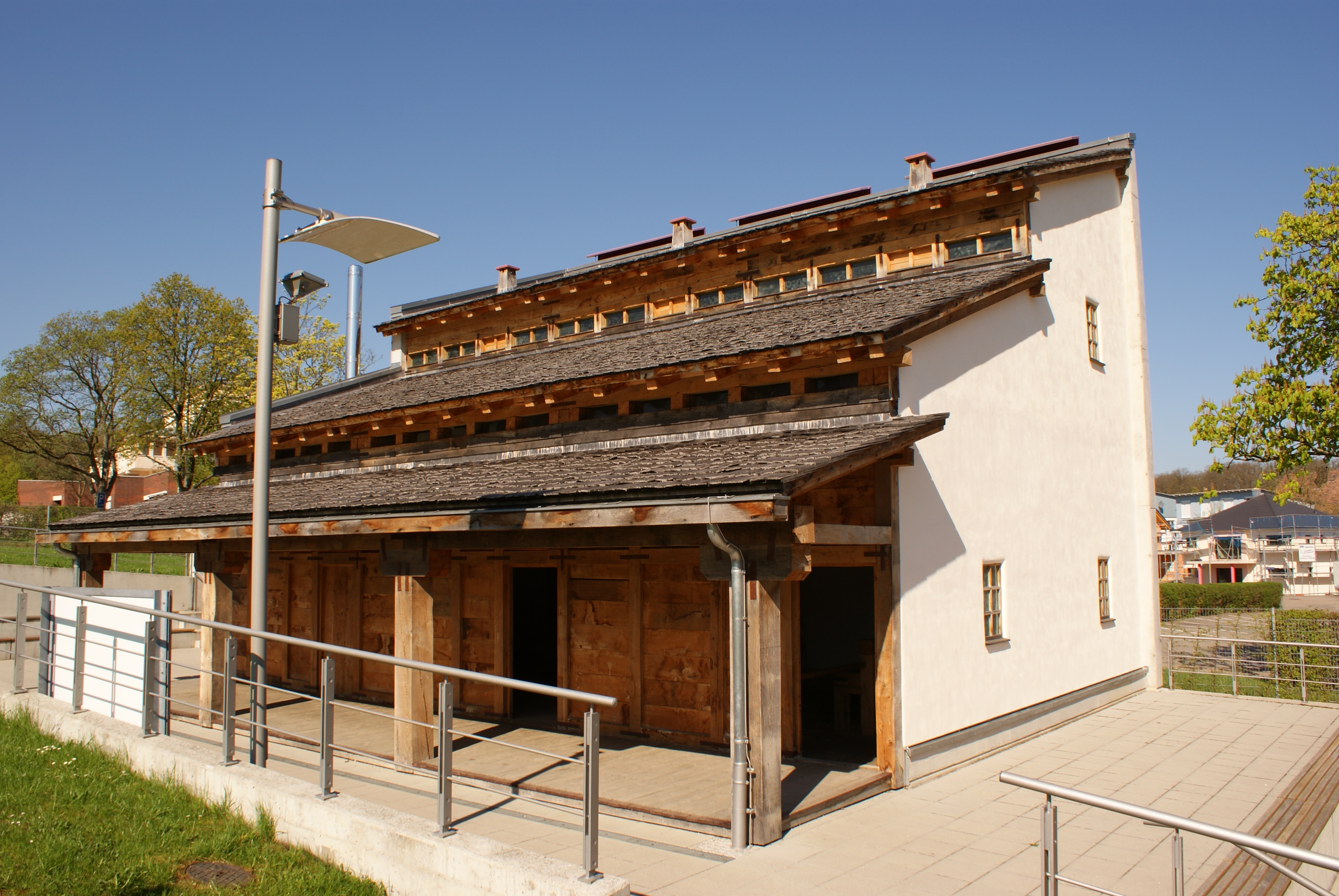
Ricostruzione di baraccamenti per i militari del forte.
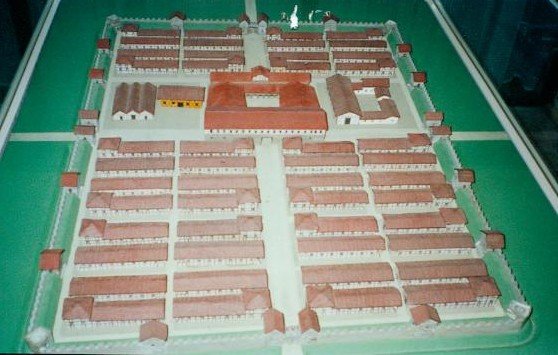
Modellino ricostruttivo del forte romano.
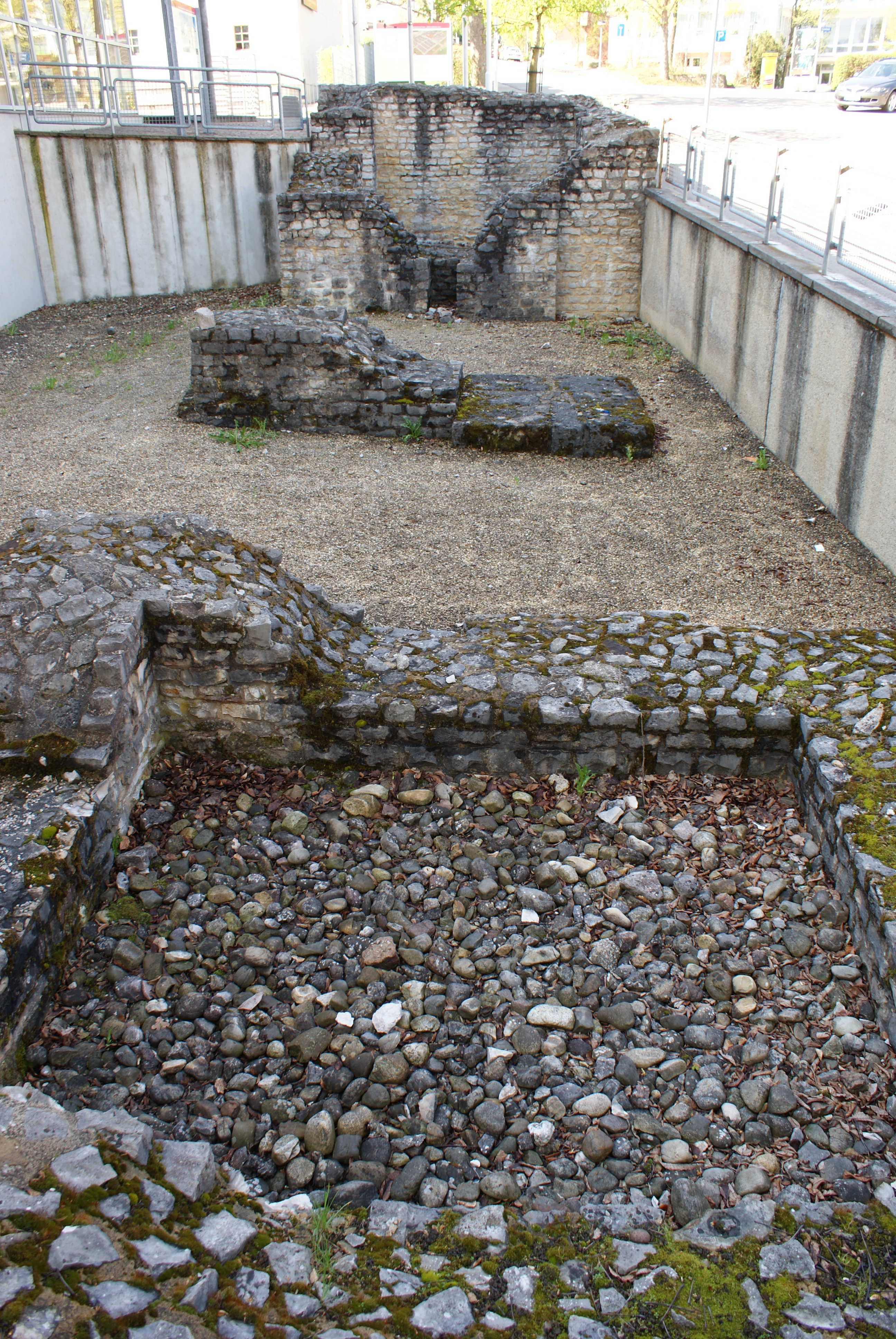
Resti della porta principalis sinistra.

- Arbor Felix (Arbon)
- Apodiacum (Epfach)
- Augusta Vindelicorum (Augusta): il sito dell'abitato era chiamato Damasia da Strabone. A seguito della campagna di conquista condotta da Tiberio e Druso del 15 a.C., fu istituito un insediamento militare romano, attorno a cui nacque l'abitato. Essa trae, allo stesso modo di molte altre fondazioni augustee, l'appellativo Augusta seguito dall'etnico della popolazione indigena (ovvero i Vindelici). Nel I secolo d.C., Augusta Vindelicum diventa capitale della provincia romana della Raetia et Vindelicia, sostituendo nel ruolo Cambodunum, che pare essere stata il primo caput provinciae. La città era collegata con l'Italia dall'importante Via Claudia Augusta che giungeva sino ad Altinum, nella Regio X Venetia et Histria; sotto Traiano divenne centro principale della provincia di Raetia, mentre nel 122 d.C., il centro acquisisce, per merito di Adriano, il rango di municipium.[100] Dopo la riforma provinciale di Diocleziano, Augusta Vindelicum divenne capitale della Raetia Secunda, ruolo che mantenne sino alla caduta dell'Impero romano d'Occidente nel V secolo d.C..
- Aquilea (Heidenheim an der Brenz).
- Brigantium (Bregenz)
- Cambodunum (Kempten im Allgäu)
- Castra Batava (Passavia): antico insediamento celtico, il cui nome era Boiodurum. Fu conquistato dai Romani nel I secolo d.C., divenendo parte della provincia di Rezia. Presso l'attuale cattedrale si trova il sito dell'antico forte ausiliario romano di Batavis (o Castra Batava), posto lungo il limes danubiano. Il nome "Batavis" deriva dalla prima unità ausiliaria che qui vi stazionò, di auxilia germanici del popolo dei Batavi. Da Batavis nel corso dei scoli mutò in "Passavia". Nel tardo periodo imperiale si trovava lungo il confine con la vicina provincia del Noricum adiacente al forte di Boiotro, fino al ritiro della Romani. I Romani abbandonarono il sito militare nel 476.

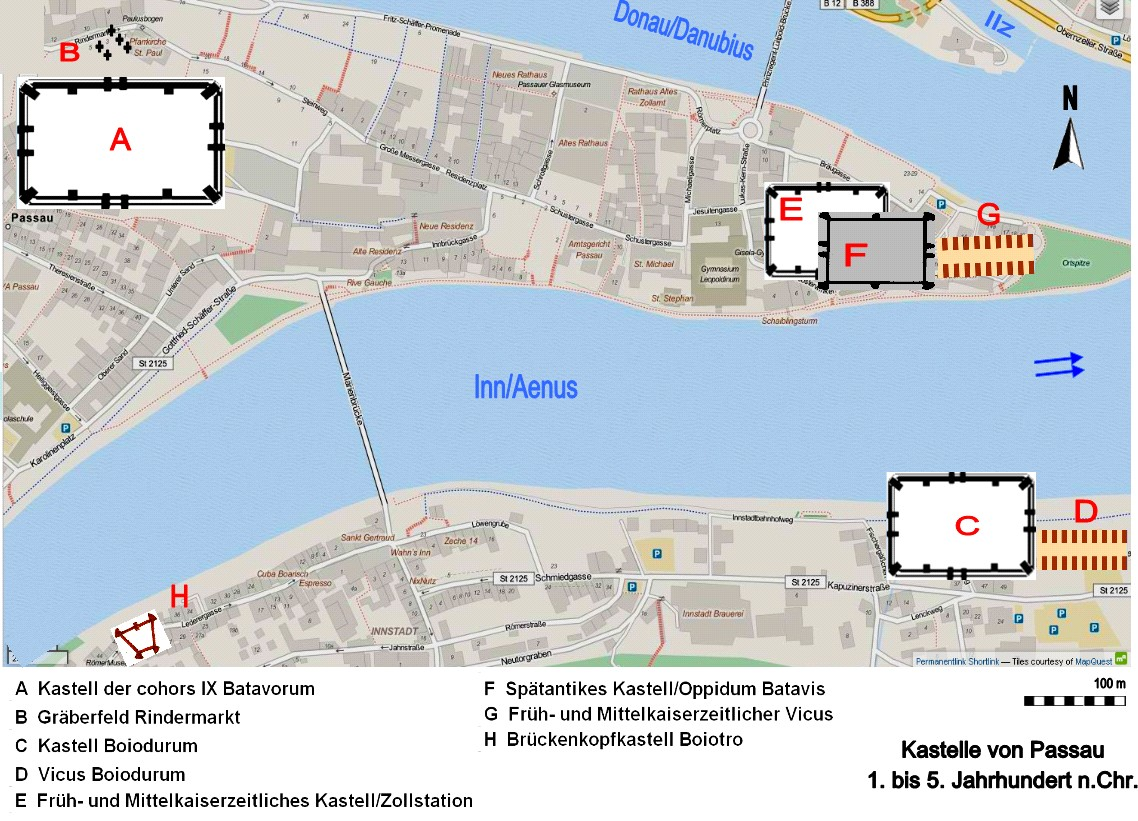
I vari forti di Castra Batava (A, B e C) e del vicino forte di Boiodurum/Boiotro (D ed E).

- Castra Regina (Ratisbona): a partire dal 179 qui fu costruita l'importante fortezza legionaria della legio III Italica, che misurava 540 x 450 metri, pari a circa 24,5 ha. All'interno del campo i numerosi scavi hanno evidenziato tutta una serie di edifici pubblici, tra cui due terme, il Pretorio, i baraccamenti della truppa legionaria ed alcune fabbriche artigianali, con semplici pitture murali decorate. Il campo subì diverse devastazioni ad opera di Alemanni e Iutungi nell'ambito di alcune invasioni barbariche del III secolo. Una nuova invasione barbarica ad opera degli Iutungi nel 357, portò così grave devastazione al campo militare ed al vicino centro civile (canabae), che si suppone possa essere stato abbandonato dalla legione.

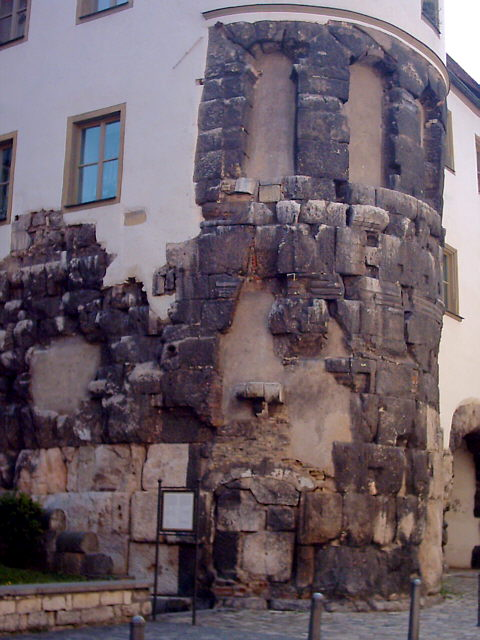
Resti della porta Pretoria dell'accampamento romano.
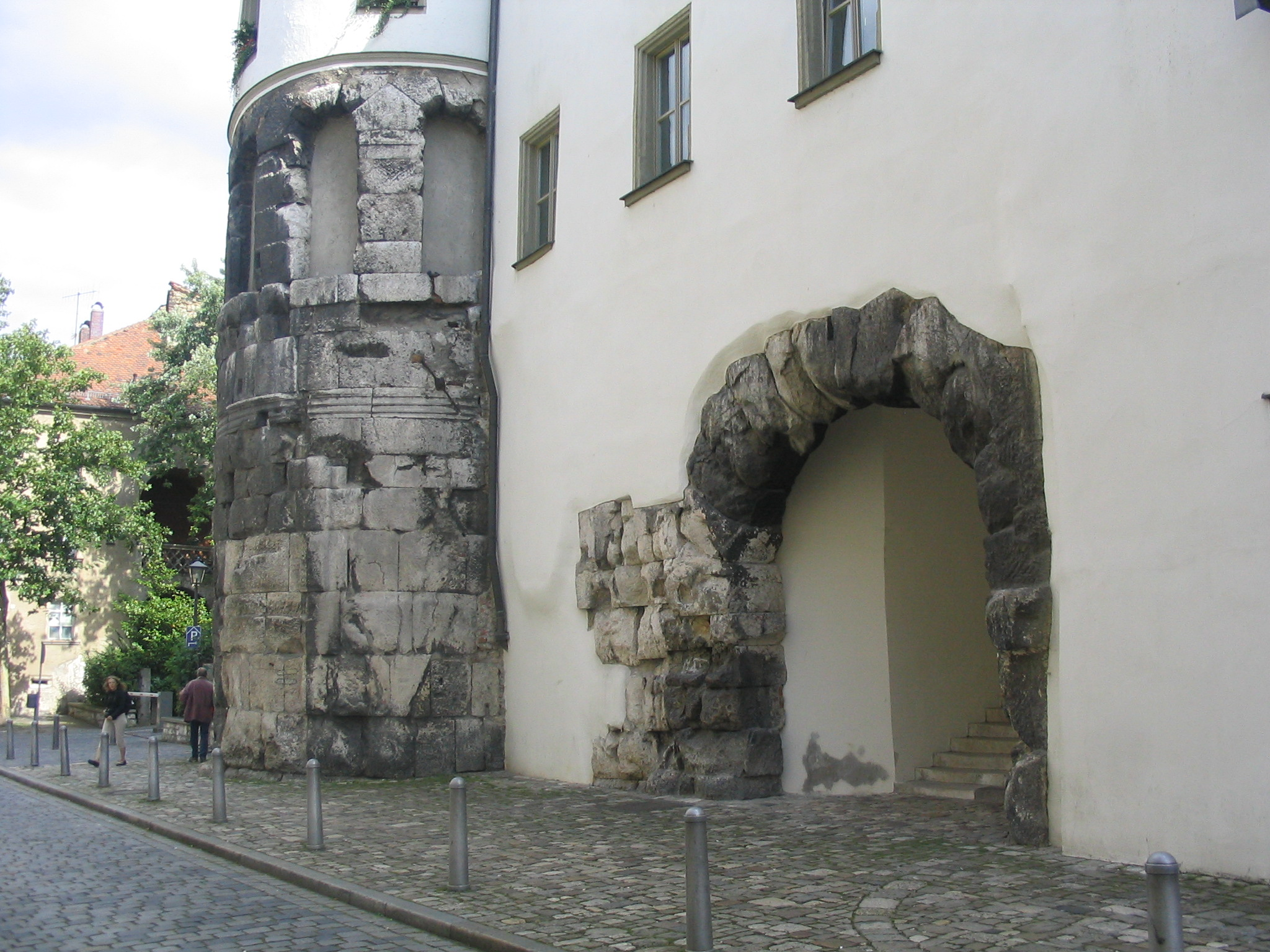
Resti della porta Pretoria dell'accampamento romano (2).
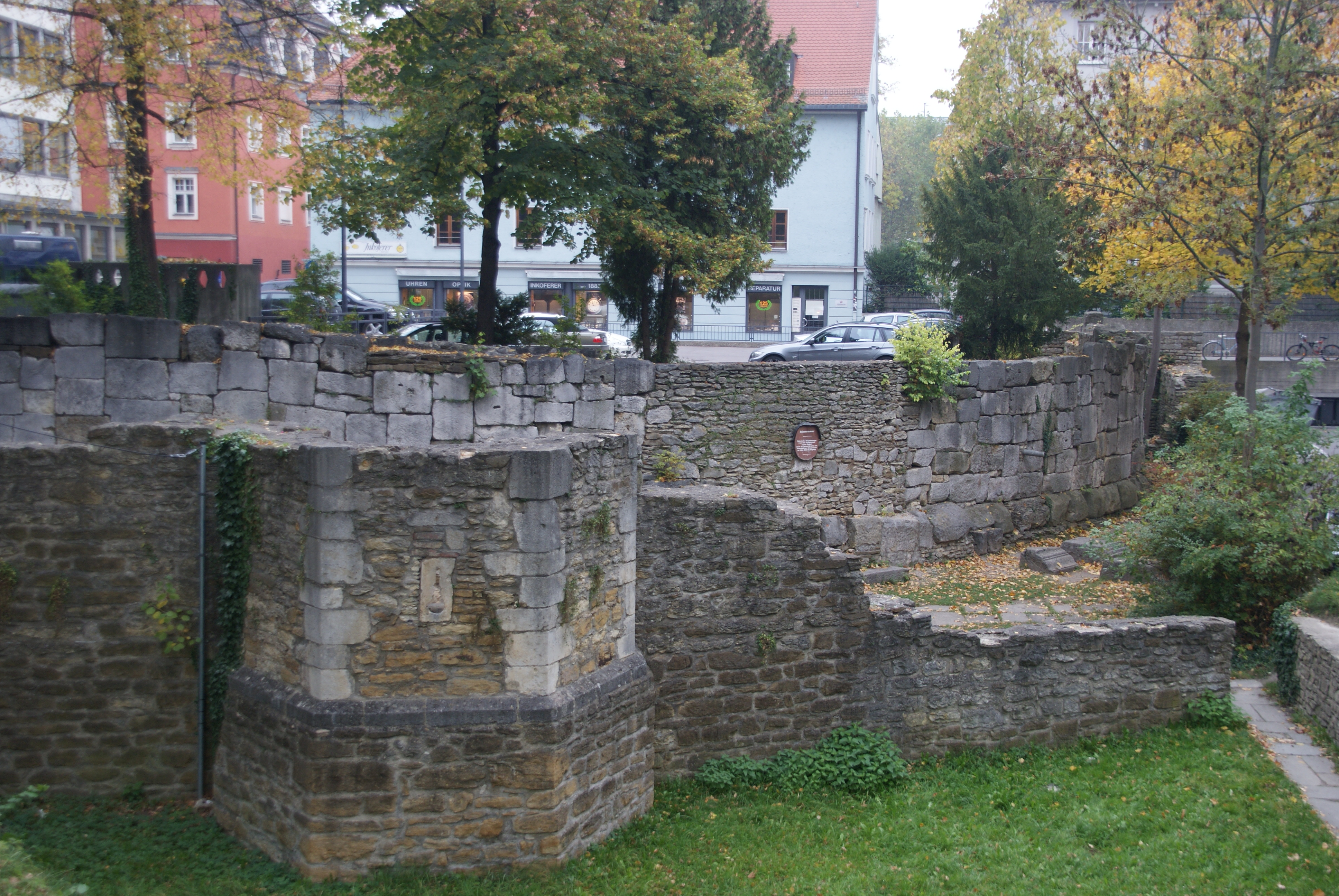
Fortificazioni romane e medievali.
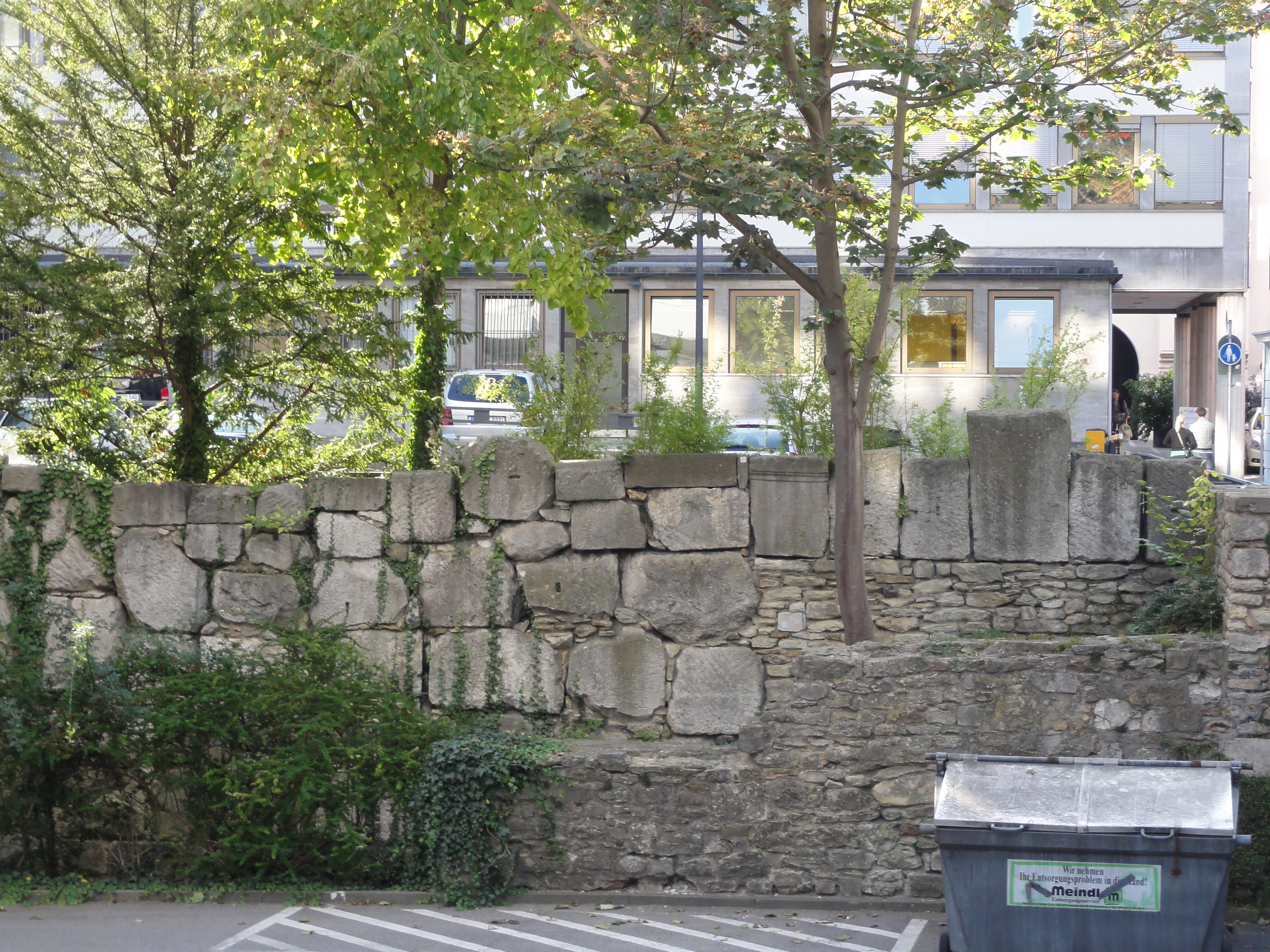
Rovine delle fortificazioni romane.

- Clunia (probabilmente Feldkirch o Balzers)
- Curia Raetorum (Coira)
- Foetes (Füssen)
- Guntia (Günzburg)
- Gamundia Romana (Schwäbisch Gmünd)
- Parthanum (Partenkirchen)
- Sorviodurum (Straubing)

### Risorse economiche provinciali
Il territorio era particolarmente montuoso nella parte meridionale, degradando verso ampi altopiani, dove gli abitanti si occupavano soprattutto di allevamento del bestiame e del taglio del legno, poca attenzione era invece dedicata all'agricoltura. Alcune delle valli, tuttavia, erano ricche e fertili. Qui veniva prodotto anche il vino, considerato non inferiore ai vini italici. Augusto, ad esempio, si racconta che preferisse vino retico a qualunque altro. Vi era poi un discreto livello di commercio nelle principali piazze cittadine di beni come miele, cera e il formaggi.

### Principali vie di comunicazione
Le principali vie di comunicazioni erano:
- la Via Claudia Augusta che collegava la Venetia alle rive del Danubio passando per Augusta Vindelicorum, e proseguiva fino al Norico (pressappoco l'attuale Baviera), valicando le Alpi attraverso il Brennero e/o il passo di Resia. Fu realizzata nel 15 a.C. da Druso generale di Augusto durante alcune campagne militari che portarono alla conquista dei territori della Rezia e della Vindelicia (oggigiorno il Tirolo occidentale e la Germania meridionale). Fu ampliata e quindi ultimata nel 47 d.C. da suo figlio, l'imperatore Claudio, dal quale prese poi il nome. Questo è noto grazie al ritrovamento di due pietre miliari (nel 1552 in val Venosta, a Rablà di Parcines, e nel 1786 a Cesiomaggiore, presso Feltre) allora confine fra la X Regio e la Rezia.[101] Lungo quest'asse, importantissimo in quanto metteva in comunicazione il mondo latino con il mondo germanico, confluivano altre importanti strade: è il caso della via Annia, che univa Adria ad Aquileia, della via Popilia, che collegava Altino e Rimini, della via Aurelia, tra Padova e Feltre passando per Asolo, e della via Postumia, la strada consolare che da Genova arrivava ad Aquileia.